# Louis Morel-Retz
Pour les articles homonymes, voir Stop, Louis Morel (homonymie) et Morel.
Louis Pierre Gabriel Bernard Morel-Retz, dit Stop, est un artiste français aujourd'hui connu avant tout en tant que caricaturiste, dessinateur, illustrateur et graveur. Né le 3 juin 1825 à Dijon, il est mort dans la même ville le 4 septembre 1899.
Il passe une grande partie de sa vie à Paris, capitale où il exerce son métier et mène une carrière variée en fréquentant les cercles des élites culturelles et artistiques, notamment les milieux de la peinture, du théâtre, de la littérature et de l'opéra. C'est durant la fin du Second Empire qu'il devient célèbre sous le pseudonyme de « Stop » en publiant ses caricatures dans plusieurs journaux tels que Le Charivari et le Journal amusant. Il acquiert ainsi une certaine place parmi les humoristes de l'époque.
Également amateur de voyages, il réalise de nombreux croquis, dessins et aquarelles à l'étranger.

## Biographie

### Jeunesse à Dijon

#### Enfance et initiation à l'art

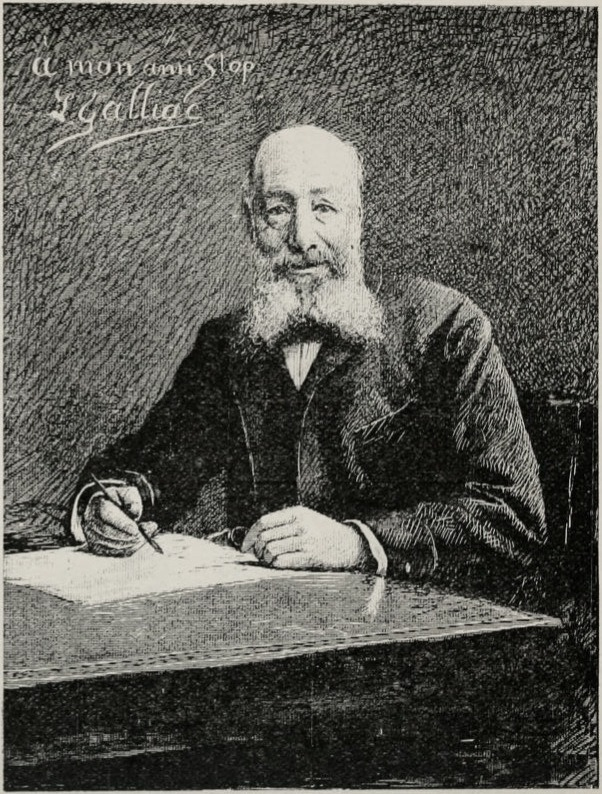
Louis Morel-Retz par Louis Galliac.

Louis Morel-Retz naît le 3 juin 1825 à Dijon, dans une maison située place Saint-Michel. Son père, Sébastien Morel (1787-1848), est magistrat et vice-président du tribunal de Dijon. Sa mère, Gabrielle-Agathe Retz vient d’une famille hollandaise qui s’installe au XVIIe siècle à Montbard. Dans cette maison, l'art occupe une place importante. Les deux sœurs aînées de Louis, Mme Metman et Mlle Mathilde Morel, directrice de la Maison de Providence (aussi appelée Maison Pérard), dessinent avec goût. Leur père aussi pratiquait beaucoup l’aquarelle. Louis, de son côté, s'intéresse également au dessin et à la peinture, se formant principalement de manière autodidacte, en parallèle avec ses autres activités. Il acquiert une certaine maîtrise de ces pratiques sans suivre un cursus académique classique. Son père, estimant qu'il se forme trop seul, lui impose des leçons d'art avec Jean-Marie Heynemans (1811-1890), fils d’un peintre en bâtiment et professeur d'art à Dijon. Heynemans est un enseignant reconnu, qui dirige un atelier situé rue Rameau, au deuxième étage de la maison Trumet de Fontarce. Cet atelier est fréquenté par plusieurs jeunes artistes, dont Eugène Guillaume. Malgré ces cours, Louis Morel-Retz montre une certaine impatience peu propices à ces méthodes d'apprentissage traditionnelles. Il préfère, comme pour son apprentissage de la musique, adopter une approche plus libre et instinctive, avec un caractère autodidacte.

#### Début d'une vie de magistrature à Dijon
Louis Morel-Retz fait de bonnes études au Collège Royal de Dijon. Il poursuit par la suite des études de droit à l'école de droit de la ville. Il obtient sa licence en droit le 30 juillet 1845 et son doctorat en droit le 24 avril 1849. Son père souhaite naturellement qu'il s'oriente vers le barreau et la magistrature. Louis Morel suit cette voie de manière consciencieuse, bien que sans enthousiasme, sous l'influence de son père. Il prête serment comme avocat le 17 décembre 1845. Cependant, il s'intéresse davantage à l'art qu'à la carrière juridique, comme son ami Charles Poisot, qui, après avoir suivi des études de droit, abandonne la voie juridique pour se consacrer entièrement à la musique. Durant ces années, Louis Morel-Retz mène une vie mondaine agréable à Dijon, fréquentant les cercles sociaux de la ville et se faisant de nombreux amis. 
Sébastien Morel, le père de Louis, meurt en fonction le 24 août 1848, dans la maison familiale place Saint-Michel, et est fait chevalier de la Légion d'honneur à titre posthume. À ce moment-là, la vocation de Louis pour la carrière d’avocat s’éloigne définitivement.

#### Dernières années à Dijon: l'exposition de la société des amis des arts
En 1849, la Société des Amis des Arts organise à Dijon une exposition qui s’ouvre le 27 avril au musée, dans la salle des Tombeaux, la petite pièce qui la précédait, ainsi que la galerie dite de Bellegarde. À l’instar de ce qui se fait au Musée du Louvre pour les salons annuels, et qui sera repris lors de l’exposition de 1858 à Dijon, les tableaux du musée sont partiellement masqués, suivant une pratique alors courante.
Les expositions provinciales de l’époque n’ont pas le caractère international des salons modernes. Le catalogue de l’exposition de 1849 mentionne principalement des artistes locaux. C’est d’ailleurs la première et unique tentative d'exposition à Dijon. Parmi les exposants figurent notamment Jean-Marie Heynemans, Félix Ziem et Sophie Rude. Les œuvres exposées sont en grande majorité des peintures, et quelques sculptures.
À cette occasion, Louis Morel-Retz présente trois aquarelles sous les numéros 150, 151 et 405 : « Caricatures », « Amazones » et « Les Condamnées à l’exposition », cette dernière représentant de manière comique trois de ses amis. Parallèlement, il compose un album comique de cette exposition dijonnaise, qui annonce ses futurs « Salons comiques » au Journal amusant.

### Ses débuts à Paris

#### Cours à l'Académie et ses débuts de caricaturiste

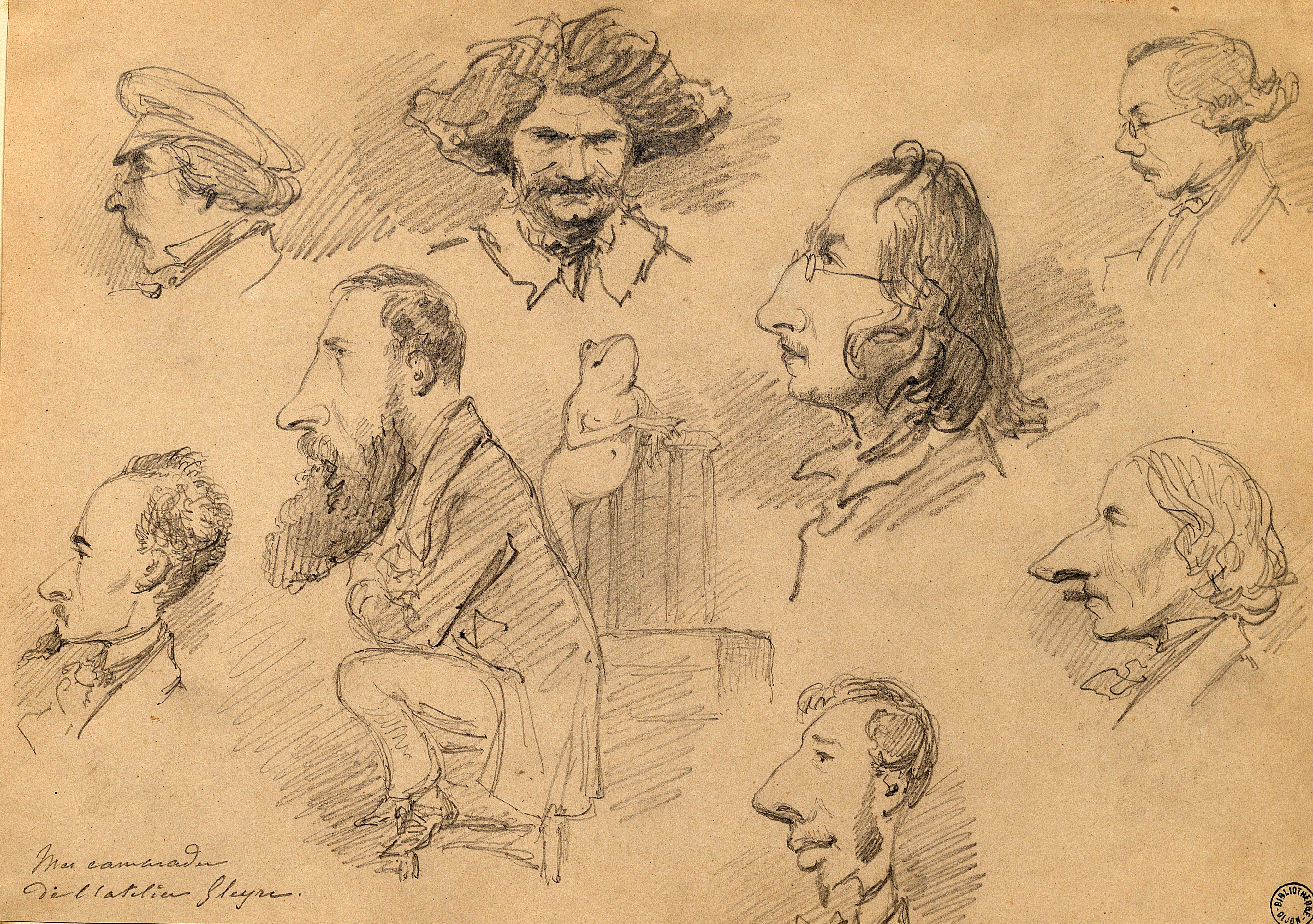
Mes camarades de l'atelier Gleyre, Louis Morel-Retz, 1857.

Louis Morel-Retz arrive à Paris vers 1849 – 1850. Avant son départ de Dijon, il aurait manifesté son intention de rejoindre un cabinet d’avocat à son arrivée dans la capitale. Mais il entre plutôt à l’atelier de Gabriel-Charles Gleyre (1807– 1874) à l’Ecole des Beaux-Arts. Charles Gleyre y est professeur depuis 1843, il a formé les peintres Claude Monet, Frédéric Bazille et Auguste Renoir par exemple. Louis Morel-Retz prend des cours de peinture et expose alors une première fois au Salon de Peinture et de Sculpture de Paris en 1857. Il participe aussi aux Salons de 1864 et 1865. Il y propose des peintures à l’huile et des aquarelles, sans grand succès. Il peint des scènes de genre, des portraits et des peintures au sujet historique et religieux. La biographie rédigée par l’historien d’art Henri Chabeuf précise qu’il aurait exposé deux peintures sous ces titres : Halte de pèlerins à Rome et La guérison de l’aveugle de Jéricho, alors acheté par l’État. Mais sa carrière de peintre prend fin en 1865, son talent se manifeste alors dans la caricature.
En effet, dès son arrivée à Paris, il rejoint le journal L’Illustration. Louis Morel-Retz prend alors le nom de plume « Stop », qui était le nom de son chien,. Sa carrière de peintre est bien derrière lui. Rapidement reconnu pour son talent de caricaturiste, il fréquente de plus en plus la société mondaine parisienne. Par son travail d’illustrateur de pièces de théâtre, il fait la connaissance de nombreuses personnalités du monde du théâtre et de l’opéra.

#### Fréquentations mondaines

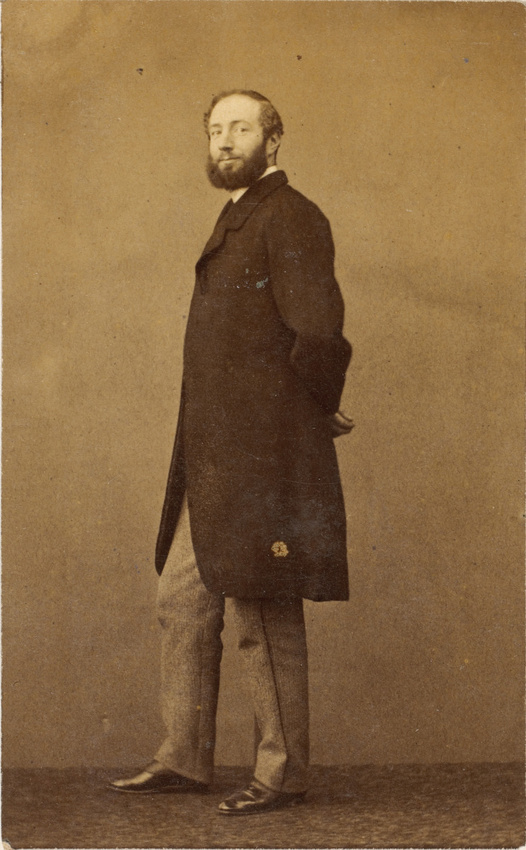
Photographie de Louis Morel Retz par Paul Emile Pesme, entre 1857 et 1865.

Ces personnes gravitent autour de Stop, comme en témoigne l’ouvrage Le Livre d’or de Stop. Cet album fait partie du fond Jean Henri Breuil (1888, Dijon – 1971, Dijon), maître chocolatier, bibliophile et amateur d’art, il collectionne divers livres et manuscrits sur l’histoire de Dijon ainsi que des œuvres d’art. Après son décès et celui de sa seconde femme, en 1973, son testament est exécuté et l’ensemble de sa collection est légué à la Ville de Dijon. La collection est divisée entre les musées et la bibliothèque.
Ce livre recense les signatures des amis de Stop. Il a lui-même fait circuler ce livre parmi eux. Cette centaine d’autographes témoigne des fréquentations du caricaturiste. Elle montre l’intégration de Stop à différents cercles parisiens, de sa réputation dans divers milieux ainsi que de l’étendue de son entourage. De la simple signature au dessin, en passant par des mots d’amitié et des extraits de partition, tous signent leur affection pour Stop. Un travail d’identification (toujours en cours) est mené par la bibliothèque, il permet de rattacher les autographes à des personnalités de la fin du XIXe siècle. Dans son cercle, nous pouvons alors compter des personnes plus ou moins connues. Divisées en quatre milieux (journalisme, théâtre, musique, peinture et sculpture), ses connaissances attestent de ses activités diverses et montrent l’évolution de Stop dans ces milieux en tant qu’artiste à la carrière variée.

#### Le Livre d’or de Stop

##### Journalisme
Dans Le Livre d’or de Stop figurent les signatures de journalistes et de caricaturistes. Ils travaillent avec certains d’entre eux dans les mêmes journaux (Le Charivari, Journal pour Rire, Journal amusant, L’Illustration…). Il côtoie aussi leurs directeurs montrant son implication dans ce milieu.
| Nom de la personnalité                                    | Nationalité | Descriptif de la carrière | Date de l'autographe | Retranscription de la signature |
| --------------------------------------------------------- | ----------- | --- | -------------------- | --- |
| Louis Adrien Huart (1813 - 1865)                          | Français    | Journaliste, écrivain, directeur du Théâtre national de l'Odéon (1849 - 1855) et fondateur du Théatre des Folies-Nouvelles en 1855. Directeur du journal Le Charivari (1860-1865). | Pas de données       | "Je n'ose pas. On verrait que je ne sais pas l'hortaugraff." |
| Louis Leroy (1812 - 1885)                                 | Français    | Journaliste, critique d'art, rédacteur au Charivari, au Journal amusant et au Gaulois. Auteur dramatique, peintre de genre et graveur.                                             | Pas de données       | Dialogue avec Stop : "Stop : Tu ne m'as encore rien mis sur mon album Moi : Non, pas encore Stop: Eh bien ! Tu vas t'exécuter illico ! Moi: Comme ça, tout de suite ? Stop: Comme ça, tout de suite. Moi: Ca y est." |
| Henri Maigrot, dit Henriot ou Pif (1857 - 1933)           | Français    | Caricaturiste, littérateur, dessinateur à L'Illustration, au Journal amusant, au Bon Vivant. Directeur du journal Le Charivari (1899 - 1909).                                      | 1885                 | Dessin d'Henriot qui représente les quatre saisons. Dédicace : "Voici, mon cher maître, avec tous mes regrets de ne pas avoir été votre élève."                                                                      |
| Emile-Marcelin-Isidore Planat, dit Marcelin (1829 - 1887) | Français    | Caricaturiste, illustrateur à L'illustration, au Journal pour rire, au Journal amusant et au journal Le Rire. Fondateur de "La Vie parisienne" en 1862.                            | Pas de données       | "Il était une fois un roi et une reine...Heureux les peuples si ce n'avait été qu'une fois. Mon cher Stop, n'ajoutez pas cette note au premier conte que vous illustrerez."                                          |
| Robert Mitchell (1839 - 1916)                             | Français    | Journaliste, rédacteur politique au Constitutionnel, au Pays, au Gaulois. Homme politique, élu député bonapartiste de la Gironde en 1876.                                          | Pas de données       | Signe son nom |
| Pierre Véron (1831 - 1900)                                | Français    | Journaliste, chroniqueur et rédacteur au Charivari, au Journal amusant, au Monde illustré, à L'Illustration… Ecrivain, dramaturge et directeur du Charivari (1865 - 1899)          | Pas de données       | "Dispensez moi, mon cher Stop. Si vous étiez une femme, je vous aurais écris quelque chose de galant" |

##### Peinture et sculpture
De nombreux autographes sont ceux de peintres et de sculpteurs. Certains fréquentent aussi les bancs de l’Ecole des Beaux-Arts de Paris et participent aux Salons dans les années 1850 et 1860 : Moreau-Vauthier, Alphonse de Neuville, Étienne Berne-Bellecour, Léon Bonnat, Jules Chéret, Jean-Georges Vibert, Jules Didier, Amand Laroche. Suivant le Livre d’or, Stop apparaît proche d’un cercle de peintres militaires composé d’Edouard Detaille, d’Alphonse de Neuville et d’Etienne Berne-Bellecour.
| Nom de la personnalité                      | Nationalité | Descriptif de la carrière | Date de l'autographe          | Retranscription de la signature |
| ------------------------------------------- | ----------- | --- | ----------------------------- | --- |
| Louise Abbema (1853 - 1927)                 | Française   | Peintre, illustratrice et sculptrice                                                                                              | Deux signatures : une en 1875 | 1875 : Dessin de deux bourgeoises sur une plage Autre dessin (postérieur) : Autoportrait Dédicace : "Un croquis ça suffit s'il est gros ? Vous ne demandez pas un mot spirituel avec ? Non !! Alors, tant mieux !!"                                                   |
| Etienne Berne-Bellecour (1838 - 1910)       | Français    | Peintre militaire, photographe, illustrateur.                                                                                     | 12 mars 1877                  | Dessin d'un fusilier marin de 1870. "Mon cher Stop, voici ton petit croquis. J'aurais bien voulu pouvoir y ajouter un mot d'esprit, mais franchement tu nous mets l'épée dans les reins; tu m'as bien recommandé de ne garder ton album que huit jours seulement... " |
| James Bertrand (1823 - 1887)                | Français    | Peintre, illustrateur et lithographe                                                                                              | 1877                          | Dessin d'une femme "A Stop, James Bertrand, 1877" |
| Pierre-Marie Beyle (1837 - 1902)            | Français    | Peintre et illustrateur | Pas de données                | Dessin d'une femme orientale "A vous mon cher Stop, pour toujours, votre Beyle" |
| Léon Bonnat (1833 - 1922)                   | Français    | Peintre d'histoire, portraitiste, dessinateur, professeur à l'Ecole des Beaux-arts de Paris (1888 - 1905) et collectionneur d'art | 1893                          | Autoportrait de Bonnat "à son ami Stop". |
| Jules Chéret (1836 - 1932)                  | Français    | Peintre, dessinateur, affichiste                                                                                                  | Pas de données                | Dessin d'un clown avec un point d'interrogation. "Let us put a Stop to it" |
| Edouard Détaille (1848 - 1912)              | Français    | Peintre militaire et illustrateur, artiste-soldat pendant la guerre franco-prussienne de 1870.                                    | 15 juillet 1876               | Dessin d'un soldat français, dans son uniforme de la guerre de 1870. "A Stop. Honneur et patrie !" |
| Jules Didier (1831 - 1914)                  | Français    | Peintre et lithographe |                               | Dessin d'un cavalier sur son cheval. "Souvenir italien à Stop, cordialement." |
| Gustave Doré (1832 - 1883)                  | Français    | Illustrateur, graveur, peintre, sculpteur, caricaturiste au Journal pour Rire.                                                    | 1877                          | Quatre dessins de l'artiste |
| Jules Renard, dit Draner (1833 - 1926)      | Belge       | Peintre, dessinateur, caricaturiste belge au Charivari, à L'Illustration, au Journal pour Rire.                                   | Pas de données                | Dessin d'un militaire en uniforme. "Une vue sur les bords du Rhin" et "A mon cher collègue Stop du Charivari, son dévoué Draner." |
| Emile Duhousset (1823 - 1911)               | Français    | Dessinateur et ingénieur géographe militaire et explorateur.                                                                      | Pas de données                | Deux dessins de personnages militaires. "Tu veux de moi quelque chose, à te satisfaire je suis prêt, sois donc indulgent sur la pose que crayonne ici Dubousset" |
| Armand Laroche (1826 - 1903)                | Français    | Peintre d'histoire et portraitiste.                                                                                               | Pas de données                | Dessin d'une femme |
| Adrien Moreau (1843 - 1906)                 | Français    | Peintre de genre et d'histoire. Graveur, dessinateur                                                                              | Pas de données                | Peinture d'une femme mondaine "A Stop, souvenirs affectueux" |
| Augustin-Jean Moreau-Vauthier (1831 - 1893) | Français    | Sculpteur | Pas de données                | Dessin d'une femme nue "A Stop, à toi, cordialement" |
| Alphonse de Neuville (1835 - 1885)          | Français    | Peintre militaire, dessinateur et illlustrateur                                                                                   | 1877                          | Dessin d'un fantassin de la guerre franco-prussienne de 1870. "à Stop, cordialement" |
| Francis Tattegrain (1852 - 1915)            | Français    | Peintre d'histoire et de scènes marines.                                                                                          | Mai 1883                      | Dessin d'une femme en prière. "L'échantillon de la fameuse tribu des Deuillants confraternellement offert à Monsieur Stop, Docteur en Droit, par Francis Tattegrain , Docteur in eodem jure."                                                                         |
| Jean-Georges Vibert (1840 - 1902)           | Français    | Peintre de genre, écrivain et dramaturge                                                                                          | Pas de données                | Dessin d'un homme richement vêtu, genou à terre. "Je m'arrête, vous-même avez dit Stop" |

###### Illustrations

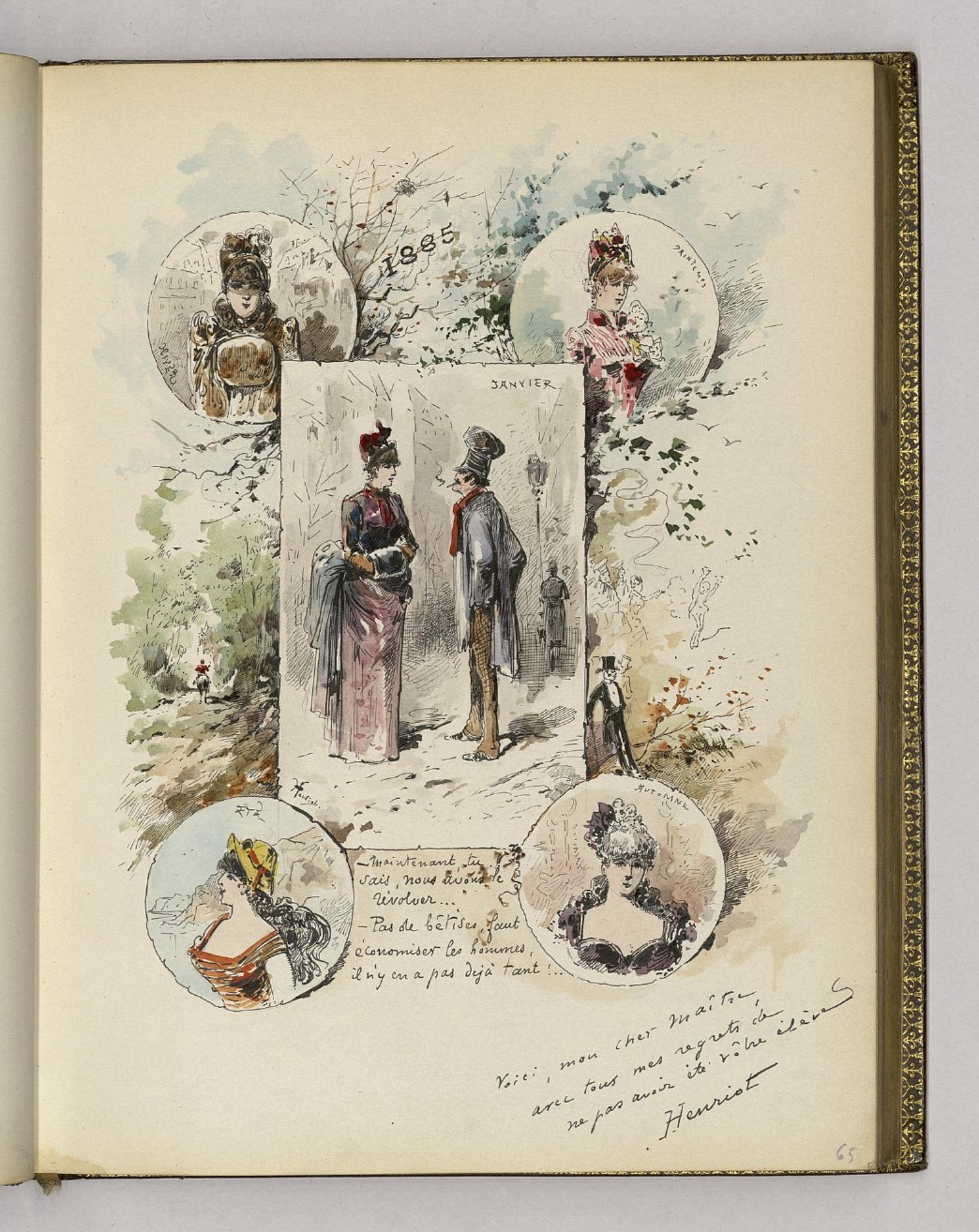
Dessin réalisé par Henri Maigrot, dit Henriot en gage d'autographe dans Le Livre d'or de Stop en 1885, sur le thème des quatre saisons.

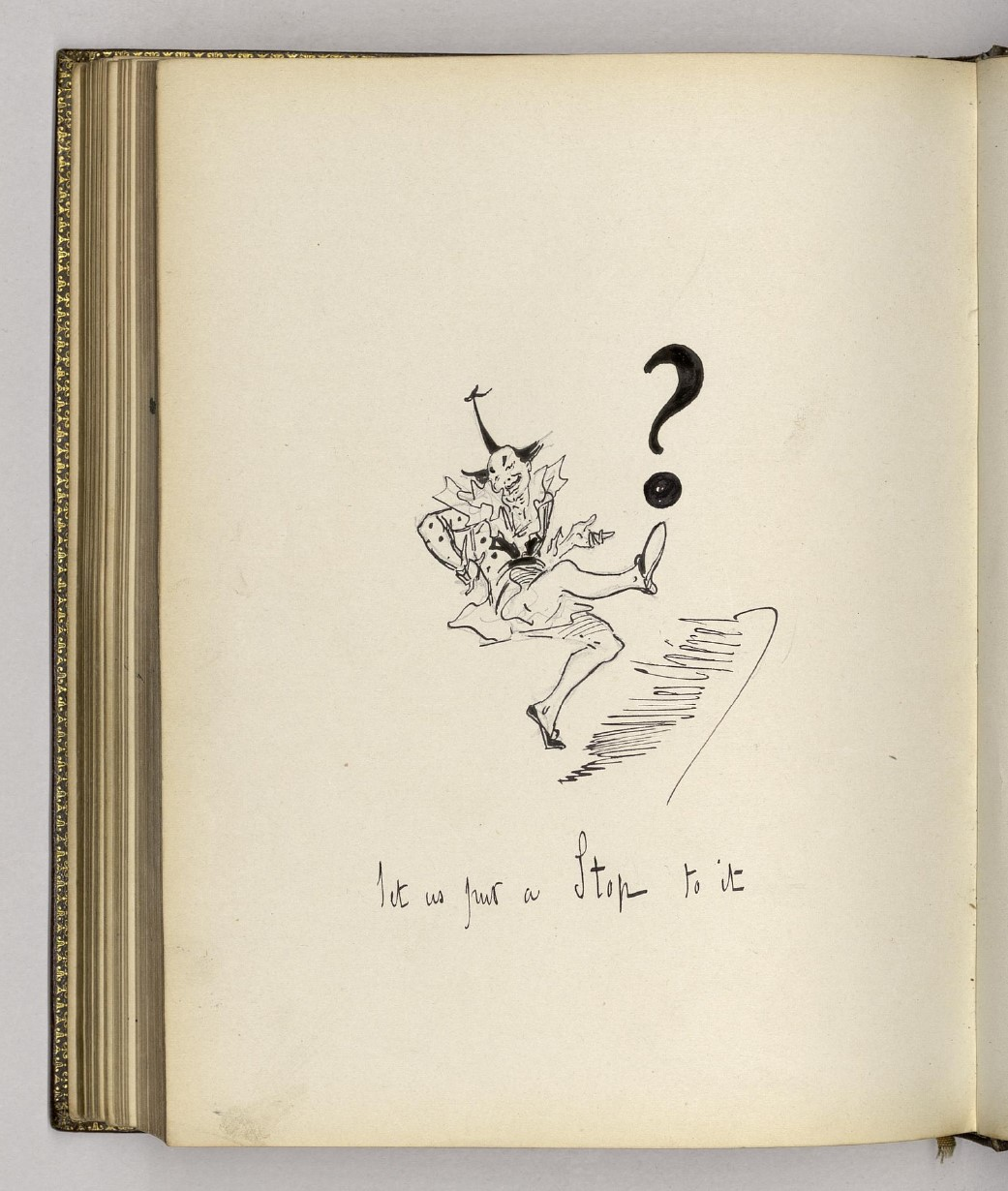
Autographe, dessin réalisé par Jules Chéret dans le Livre d'or de Stop après mai 1896. Le dessin d'un clown est accompagné de la légende : "Let us put a Stop to it" (traduction : "Mettons une fin à ceci")
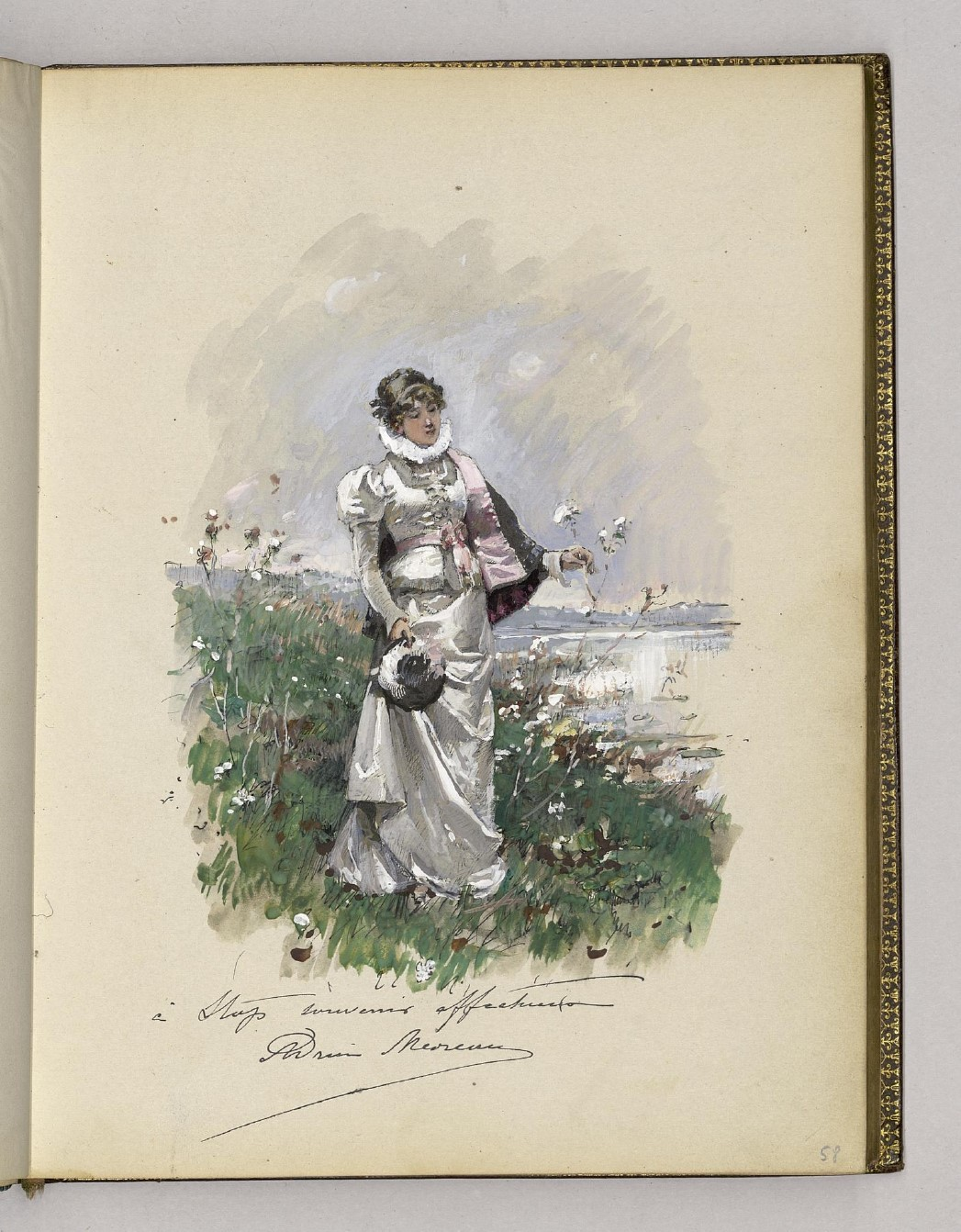
Autographe, peinture par Adrien Moreau dans le Livre d'or de Stop, entre mai 1882 et avril 1884, représentant une femme mondaine.
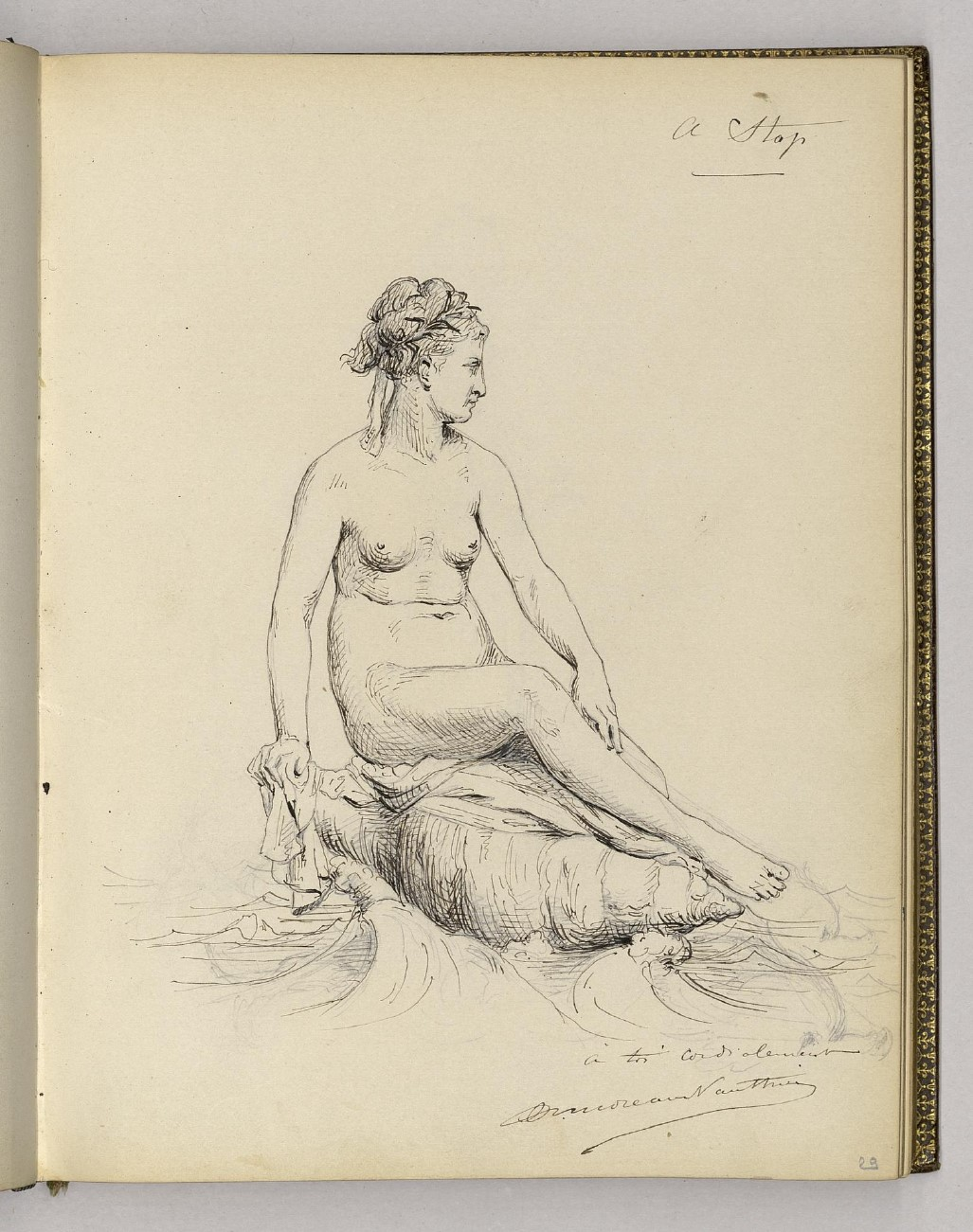
Autographe, dessin réalisé par Augustin-Jean Moreau-Vauthier dans le Livre d'or de Stop en 1877, représentant une femme nue idéalisée.

##### Musique
Son apprentissage en autodidacte de la musique et sa fréquentation des cercles mondains, composés de musiciens, à Dijon sont les premières manifestations de son intérêt pour la musique et la composition. A Paris, il peut  s’approcher de ce monde par les critiques illustrées des opéras et opérettes qu’il réalise pour ses employeurs, notamment pour Le Journal amusant. Les signatures sont celles de chanteurs d’opéra, de cantatrices et de compositeurs célèbres.
| Nom de la personnalité                            | Nationalité                   | Descriptif de la carrière | Date de l'autographe | Retranscription de la signature |
| ------------------------------------------------- | ----------------------------- | --- | -------------------- | --- |
| Zulma Bouffar (1843 - 1909)                       | Française                     | Chanteuse et comédienne, a chanté pour Offenbach. Elle se produit aux Bouffes-Parisiens, au Théâtre du Palais Royal et aux Folies-Dramatiques. Directrice du théâtre de l'Ambigu-Comique (1891 - 1893) | Pas de données       | "Ecrire n'est pas mon affaire. Voulez vous que je vous chante une petite chanson ??? " |
| Rose Caron (1857 - 1930)                          | Française                     | Cantatrice, à l'Opéra de Paris (1885 - 1887) | Mai 1896             | Partition notée de l'opéra Salammbô, d'Ernest Reyer : "Qui me donnera, colombes, vos ailes ?" et "Dolce Salammbô" |
| Léo Delibes (1836 - 1891)                         | Français                      | Compositeur d'opérettes et de ballets | Mai 1882             | Partition extraite de Sylvia ou La nymphe de Diane, "valse lente". "Mon cher Stop, Vous a-t-on jamais fait remarquer que votre nom signifie "arrêtez!" en anglais ? Je serais heureux d'être le premier !" |
| Alice Ducasse (1841 - 1923)                       | Française                     | Cantatrice à l'Opéra Comique et enseignante | Mai 1882             | "Ah ! Monsieur Stop, la vilaine chose que vous demandez là; un autographe dites vous : mais je ne sais pas écrire. Si encore j'avais sous les yeux un de vos délicieux croquis ! Mais, cette page toute blanche me cause une terreur mortelle. Enfin le crime est consommé. Tout pris pour vivre !"                                                                                 |
| José Dupuis (1833 - 1900)                         | Belge                         | Artiste lyrique, interprète pour Offenbach dans ses opéras les plus connus (La Belle Hélène en 1864, Barbe-Bleue en 1866). Et acteur au Théâtre des Variétés.                                          | 23 décembre 1877     | "ô ce Léonce est il prétentieux- pas tout que moi [?]. J'aime qu'on m'aime comme j'aime quand j'aime. A la bonne heure ! Voilà qui est simple et mignon. Eh bien Voilà. Stopez là mon cher ami." |
| Jean-Baptiste Faure (1830 - 1914)                 | Français                      | Chanteur à l'Opéra Comique (1852 - 1859) et à l'Opéra de Paris (1861 - 1876), compositeur et collectionneur de peintures, notamment du mouvement impressionniste.                                      | Janvier 1876         | "Mon cher Stop, Tant que j'aurais de la voix, je chanterais vos louanges de plus en plus." |
| Pedro Gailhard (1848 - 1918)                      | Français                      | Artiste lyrique à l'Opéra Comique et l'Opéra de Paris. Directeur de l'Opéra de Paris (1884-1891 et 1893-1907) puis directeur du Conservatoire de New York.                                             | 29 avril 1882        | Extrait de partition de l'opéra Faust : "non tu ne prieras pas !" |
| Charles Gounod (1818 - 1893)                      | Français                      | Compositeur d'opéra-comique et d'opéra au Théâtre-Lyrique. Ses opéras les plus célèbres sont Faust (1859) et Roméo et Juliette (1867).                                                                 | Pas de données       | Partition notée et "Que je n'ai donc écrit d'autographes !.. Vous savez, mon cher Stop, ce qu'écrivait Rodgini (?) quand on lui en demandait un : "[texte italien]"...mais il variait la musique !" |
| Anna Judic (1849 - 1911)                          | Française                     | Chanteuse d'opérette et comédienne. | Pas de données       | "A stop, Bourguignon salé, son pays." |
| Gabrielle Krauss (1842 - 1906)                    | Autrichienne                  | Artiste lyrique à l'Opéra de Paris (1875 - 1888). | Mars 1882            | Partition de l'opéra Faust de Gounod, "Scène de l'Eglise" avec les paroles "Seigneur, daignez permettre à votre humble servante de s'agenouiller devant vous". |
| Edouard-Théodore Nicole, dit Léonce (1820 - 1900) | Français                      | Comédien-chanteur, engagé par Offenbach au Théâtre des Bouffes-Parisiens (1856 - 1861), puis chanteur dans des opéra-bouffe au Théâtre des Variétés (1869 - 1883).                                     | Pas de données       | "Ma devise : Je frappe, j'ouvre et j'entre. Paf ! C'est moi ! Léonce" |
| Jules Massenet (1842 - 1912)                      | Français                      | Compositeur d'opéras et enseignant au Conservatoire national de musique et de déclamation. Un de ses opéras les plus célèbres est Manon.                                                               | Janvier 1885         | Extrait de partition notée de l'opéra Manon avec les paroles : "Mais le bonheur est passager, et le ciel l'a fait si léger qu'on a toujours peur qu'il s'envole." Et "Quelle famille ! La fille dessine, le père copie de la musique. Mais c'est une fête... C'est en l'honneur de Stop !" Son autographe suivant celui de sa fille Juliette Massenet, dessinatrice.                |
| Rosita Mauri (1850 - 1923)                        | Espagnole                     | Danseuse à l'Opéra de Paris et enseignante à l'école du Ballet de l'Opéra (1898 - 1920) | Pas de données       | "Vous voulez que je me joigne à la farandole de célébrités qui se déroule dans cet Album. J'en suis toute confuse et j'aurai préféré que vous me disiez "Stop"" |
| Achille-Félix Montaubry (1826 - 1888)             | Français                      | Chanteur d'opéra à l'Opéra-Comique (1858 - 1868), compositeur. | Pas de données       | "Si je traverse la pièce de Geneviève sans mot dire, je la traverse du moins paré de deux charmants costumes dessinés par vous mon cher Monsieur Stop" |
| Louis-Alexandre Mérante (1828 - 1887)             | Français                      | Danseur dès 1848 et maître de ballet dès 1869 à l'Opéra de Paris . | Pas de données       | "Le vrai seul est raisonnable ! Aussi votre Crayon est-il vrai est raisonnable...comme vous, Votre très obligé et dévoué Louis Mérante" |
| Gustave Nadaud (1820 - 1893)                      | Français                      | Auteur-compositeur, poète, dont les chansons sont publiées dans L'Illustration et Le Figaro. | Pas de données       | Poème de Gustave Nadaud intitulé "Vin Ordinaire" : "Tu ne viens pas de la Côte dorée / Qui de Dijon court jusqu'en Beaujolais / Tu ne viens pas de la plaine dorée / Ou le médoc mûrit pour les anglais / Un nom pompeux ne te fais pas connaître ; / Tu n'as pas eu de médaille au concours; / Tu resteras aux lieux qui t'ont vu naître, / Vin ordinaire, ami de tous les jours." |
| Jacques Offenbach (1819 - 1880)                   | Allemand, naturalisé français | Compositeur, violoncelliste, auteur d'opéras, de ballets et d'opéras-comiques. Fondateur du Théâtre des Bouffes-Parisiens                                                                              | Pas de données       | Croquis accompagné de "A mon ami Detaille" Suivi de la copie, par Edouard Detaille d'une partition de la Chanson de Fortunio, opéra d'Offenach. Accompagnée de "A mon ami Jacques Offenbach" |
| Sibyl Sanderson (1864 - 1903)                     | Américaine                    | Soprano, chanteuse à l'Opéra de Paris | 21 mars 1894         | "En souvenir de la troisième représentation de Thaïs à l'Opéra." |
| Elena Sanz (1844 - 1898)                          | Espagnole                     | Cantatrice à l'Opéra de Paris (1876 - 1878), en Espagne, en Italie, en Amérique du Sud et en Russie.                                                                                                   | Pas de données       | Autographe en espagnol. Et : "Ma devise est tout ou rien, mais de vous un rien prendrait la valeur d'un tout" |
| Désirée Emma Valladon, dite Thérésa (1836 - 1913) | Française                     | Chanteuse de cabaret et d'opérettes. | Pas de données       | "Vrai ! Je ne sais que mettre sur cette page. Essayez de chanter comme moi, je tâcherai d'avoir autant d'esprit que vous, mon cher Stop." |

###### Illustrations

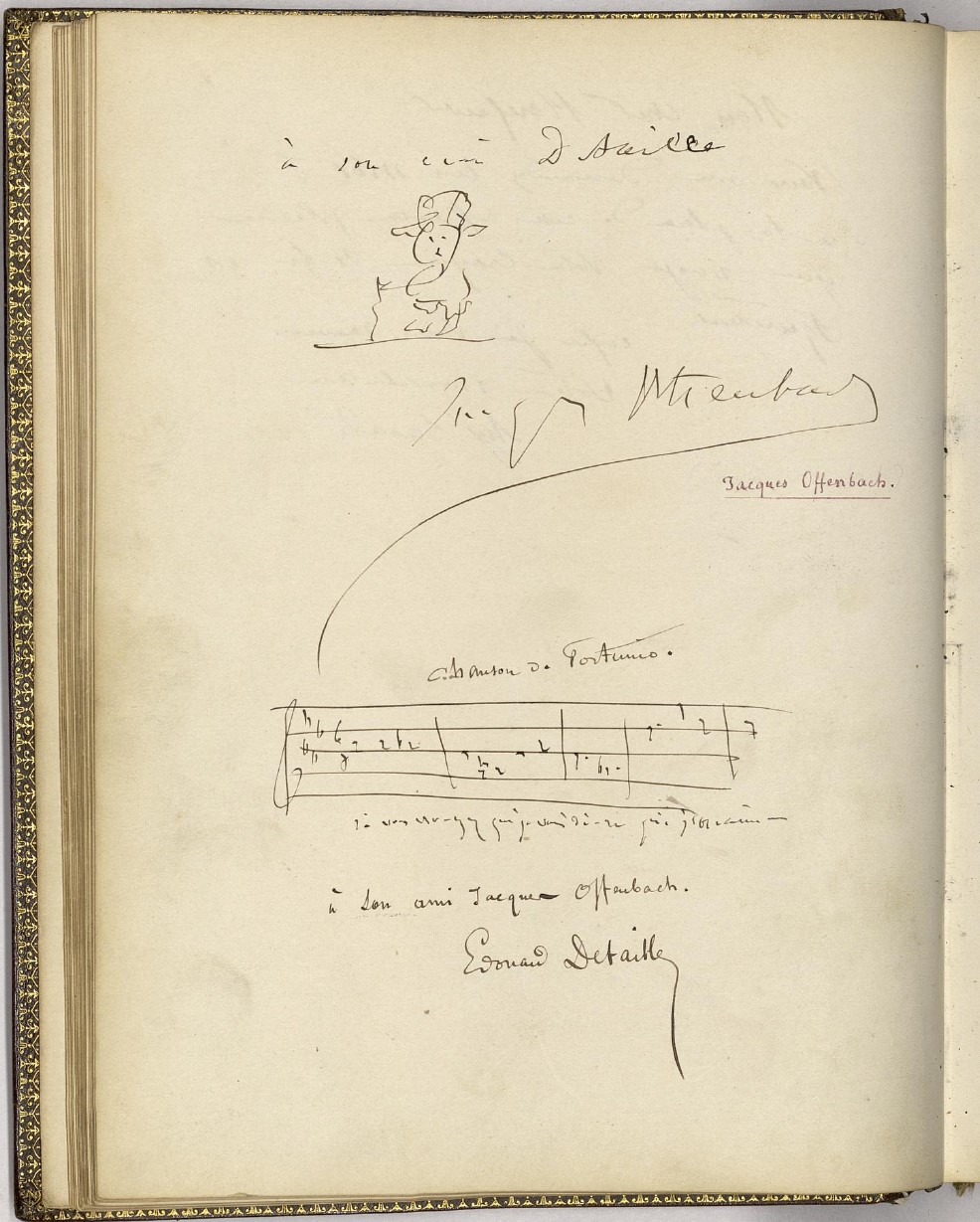
Autographe, dessin de Jacques Offenbach dans le Livre d'or de Stop, entre 1875 et 1876
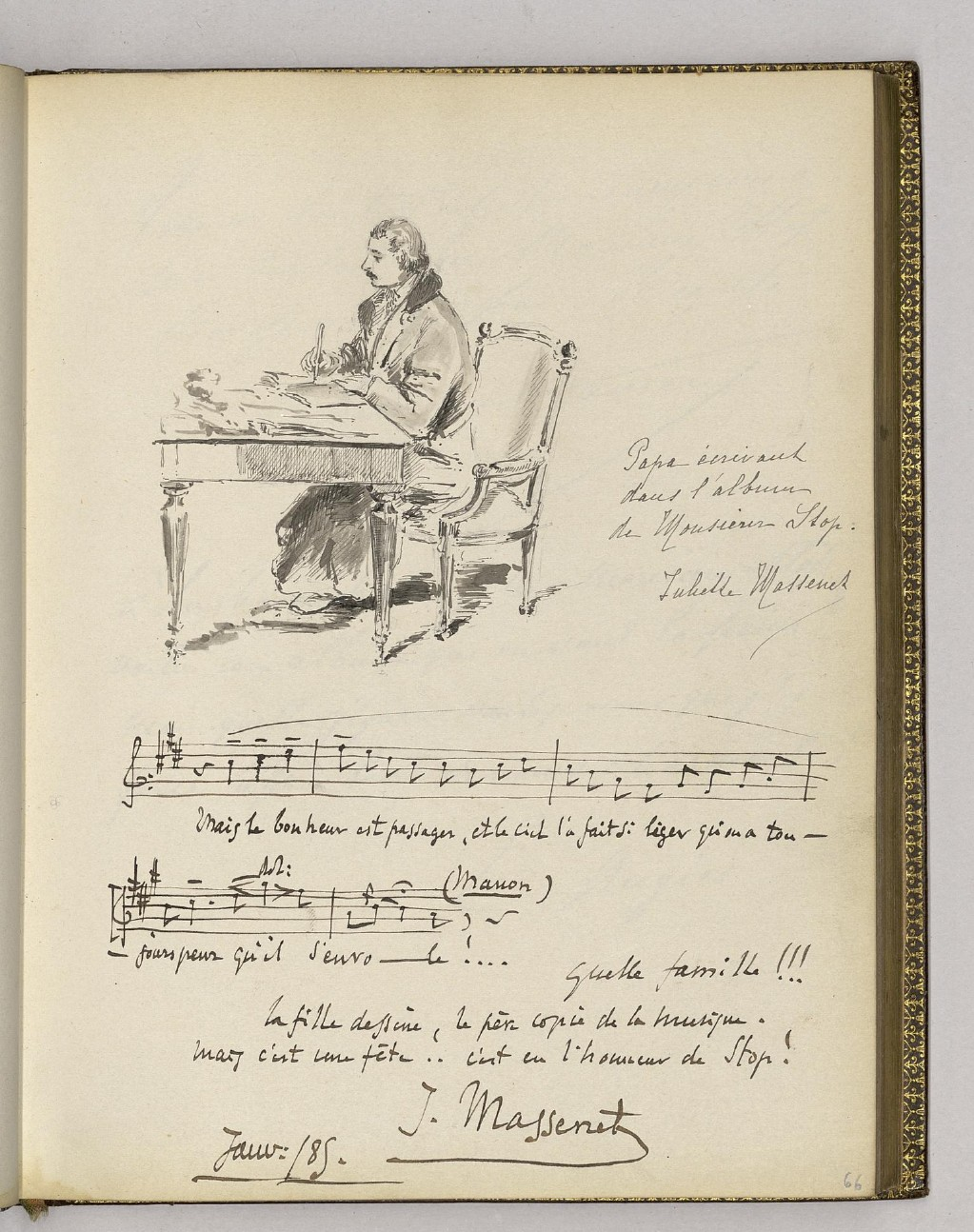
Autographe, dessin de Jules Massenet dans le Livre d'or de Stop, XIXe siècle

##### Théâtre
Sur le même principe, Stop réalise des illustrations et des caricatures des pièces de théâtre pour les journaux qui l’emploient. Il fréquente régulièrement la Comédie Française et autres théâtres parisiens. Il est aussi étroitement lié au monde du théâtre, avec lequel il collabore à plusieurs occasions dépassant le cadre de ses caricatures. Acteurs, actrices et dramaturges composent ce tableau.
| Nom de la personnalité                                   | Nationalité | Descriptif de la carrière | Date de l'autographe | Retranscription de la signature |
| -------------------------------------------------------- | ----------- | --- | -------------------- | --- |
| Mademoiselle Antonine (1841 - 1925)                      | Française   | Actrice de théâtre (1860-1890), notamment au Théâtre de l'Odéon | Pas de données       | "A l'homme spirituel qui sait être sincèrement l'ami d'une femme. A Stop, sa meilleure amie." |
| Emile Augier (1820 - 1889)                               | Français    | Poète et dramaturge, auteur de comédies de mœurs et de vaudevilles joués notamment au Théâtre de l'Odéon et à la Comédie Française. | Pas de données       | "A la bonne heure, cher Monsieur stop, voilà un album qui en vaut la peine. Mais quelle figure voulez-vous que j'y fasse après tant de noms charmants ?" |
| Louis Bouchené, dit Baron (1837 - 1920)                  | Français    | Acteur de théâtre et d'opérettes, principalement au Théâtre des Variétés. | Pas de données       | "Mon cher Monsieur Stop, vous êtes terrible. Enfin, je m'exécute. Je viens de faire un voyage en province, les cafés ferment à huit heures." |
| Julia Bartet (1854 - 1941)                               | Française   | Actrice au Théâtre du Vaudeville. Elle est admise à la Comédie Française (1879 - 1919). | Pas de données       | "Pour écrire dans ce volume, il me faudrait un rayon d'esprit au bout de ma plume, Prêtez-moi votre crayon. Ouf !" |
| Alphonsine Benoît, dite Alphonsine (1825 - 1883)         | Française   | Actrice au Théâtre des Variétés et au Théâtre du Palais-Royal. | 1875                 | "On dit dans la Reine Indigo, qu'il faut avoir peur du loup : si le loup s'appelait Stop on voudrais toujours être croquer par lui..." |
| Sarah Bernhardt (1844 - 1923)                            | Française   | Actrice de théâtre et de cinéma, peintre et sculptrice. Actrice à la Comédie-Française (1862 - 1866 puis 1875 - 1880), au Théâtre de l'Odéon (1866 - 1875). Directrice du Théâtre Sarah Bernhardt (1899 - 1923).                                               | 1875                 | Dessin autoportrait "J'ai voulu vouloir, j'ai pu. C'est la chose qui me semble la plus difficile sur ce monde." |
| Céline Chaumont (1846 - 1926)                            | Française   | Comédienne et artiste lyrique. Elle se produit au Théâtre du Gymnase (1864 - 1872), au Théâtre des Variétés (1871 - 1879) et au Théâtre du Palais Royal (1880 - 1894)                                                                                          | Pas de données       | "A Monsieur Stop. On me dit que Stop en anglais signifie (arrête) ! Je l'ignorais ! Moi quand je le prononce ce fameux mot et que je pense à vous, cher Monsieur, il signifie amitié." |
| Adolphe Choler (1822 - 1889)                             | Français    | Vaudevilliste et dramaturge et directeur du Théâtre du Palais-Royal (1868 - 1879). | Pas de données       | "Paul Véronèse a représenté en un tableau célèbre les plus fameux peintres vénitiens représentant un concert [Les Noces de Cana]. Le Titien joue de la basse, le Tintoret du violon, le Bassano de la flûte et Paul Véronèse lui-même s'est peint jouant de la viole. S'il vous arrive, Monsieur Stop, de faire mon portrait jouant d'un instrument. Je souhaite que ce soit jouant un bon rôle et ayant jeu (?) sans y plaire." |
| Christian Louis Perrin, dit Christian (1821 - 1889)      | Français    | Acteur et chanteur d'opérette au Théâtre des Folies Dramatiques (1849 - 1855), au théâtre des Variétés (1855 - 1870 et 1878 - 1889) et au Théâtre de la Gaîté Lyrique aux côtés d'Offenbach.                                                                   | Pas de données       | "Vous étiez déjà l'ami de Jupiter, ne craignez pas que vos relations avec Gola s'étendent" |
| Constant Coquelin, dit Coquelin aîné (1841 - 1909)       | Français    | Acteur de théâtre, à la Comédie Française (1860 - 1886). Directeur du Théâtre de la Porte-Saint-Martin (1896 - 1901). Il incarne notamment Cyrano de Bergerac pour Edmond Rostand pour sa première représentation en 1897 au Théâtre de la Porte-Saint-Martin. | Pas de données       | "Tout ce que je fais me vient naturellement, c'est sans étude : c'est Mascarille qui dit cela, ce n'est pas ton ami." |
| Sophie Croizette (1847 - 1901)                           | Française   | Actrice de théâtre à la Comédie Française (1870 - 1882). | Pas de données       | "'Tout pour moi, rien de moi. Voilà la devise qui m'a été donnée par mes amies, cher Monsieur. Voulez-vous l'accepter aussi ?." |
| Marie Declauzas(1841 - 1912)                             | Française   | Comédienne et chanteuse d'opérettes. Elle se produit au Théâtre Ambigu, au Théâtre du Châtelet et au Théâtre du Gymnase. | Pas de données       | "Je voulais être extrêmement spirituelle, mais vous avez un nom qui arrête tout mon cher Stop. Tant pis pour votre album !!!"Sans rancune." |
| Louis-Arsène Delaunay (1826 - 1903)                      | Français    | Acteur à la Comédie Française (1848 - 1887). Professeur au conservatoire de Paris (1877 - 1895). | 3 février 1882       | Citation de L'Ecole des maris de Molière : "Riez donc, beau vieux ! Oh ! Que cela doit plaire / De voir un goguenard presque sexagénaire !" |
| Louis-François Person, dit Louis Dumaine                 | Français    | Acteur de théâtre, connu pour son rôle dans Le Tour du monde en quatre-vingt jours de Jules Verne et Adolphe Dennery en 1874 (Archibald Corsican). | Pas de données       | "Mon cher grand artiste, pourquoi vous appelez-vous Stop ? Puisque Stop veut dire arretez ! et que votre talent va toujours de l'avant?... Ce n'est pas juste ..." |
| Frédéric Febvre (1833 - 1916)                            | Français    | Acteur à la Comédie Française (1866 - 1893), metteur en scène. | Pas de données       | "Fleury dit dans ses mémoires, il faudrait qu'un comédien soit élevé sur les genoux d'une princesse. Je n'aurai pas demandé mieux." |
| Emilie Guyon (1821 - 1878)                               | Française   | Actrice de théâtre à la Comédie Française (1841 - 1876) | Pas de données       | " J'aime toutes les productions de notre cher pays ; sa moutarde, son pain d'épice, ses vins, quel vins !!! et quel joli nom que celui de notre coin : "Côte d'Or !! Cette bonne terre a fourni aussi sa grande part de gloire et de saluts, vous en savez quelque chose, mon cher Bourguignon, cette tendre mère vous a traité en enfant gâté." |
| Henri Lafontaine (1824 - 1898)                           | Français    | Acteur au Théâtre du Gymnase (1849 - 1855, 1860 - 1863, 1887) puis acteur de la Comédie Française (1856-1871), dramaturge, romancier et collectionneur d'art. Marié à Victoria Lafontaine, née Valous (1864 - 1898).                                           | Pas de données       | "Mon cher Stop, si j'étais Jean de la Fontaine, je vous dirais en vers tout le bien que je pense de vous, privé de son génie, acceptez en simple prose le coeur de votre serviteur." |
| Victoria Lafontaine, née Valous (1841 - 1918)            | Française   | Actrice au Théâtre du Gymnase (1857 - 1863), puis à la Comédie Française (1863 - 1871). Mariée à Henri Lafontaine (1864 - 1898). | Pas de données       | "Monsieur, mon mari me demande de joindre ma signature à la sienne. Me le permettez-vous?" |
| Charles Lamy (1857 - 1940)                               | Français    | Acteur au Théâtre du Palais Royal et acteur de cinéma | Pas de données       | "Vous le voulez, je commence, écoutez : ... Là, ça y est , quelle jolie musique !!!" |
| Léonide Leblanc (1842 - 1894)                            | Française   | Actrice de théâtre au Théâtre des Variétés, au Théâtre du Gymnase (1862 - 1865) et au Théâtre de l'Odéon (1871 - 1885) | Pas de données       | "Des vers, de l'esprit, des croquis, des noms célèbres à plus d'un titre ! Hélas que puis-je faire après tout cela ?" |
| Marie Romain Thomas, dit Lhéritier (1807 - 1885)         | Français    | Acteur au Théâtre du Palais Royal (1830 - 1881) et caricaturiste. | 1er octobre 1881     | "[...] à moi un honneur pareil. Pardon aux autres et à vous merci, cher Monsieur." |
| Marie Magnier (1848 - 1913)                              | Française   | Actrice au Théâtre du Gymnase (1867 - 1874), au Théâtre du Palais-Royal (1875 - 1892) et, entre autres, au Théâtre des Variétés (1899 - 1910). | Pas de données       | "Arrêtez veut dire votre nom, mon cher Stop, quelle mauvaise plaisanterie ! Et bien moi je dis, arrêtez vous à regarder Stop car c'est aussi bon à voir qu'à entendre. Excusez ma franchise, c'est pour moi une virginité d'album qui parle, c'est la première fois, cela ne m'arrivera plus, c'est trop difficile d'avoir de l'esprit. C'est bon pour vous ces choses là." |
| Edouard Hermil, dit Milher (1833 - 1898)                 | Français    | Acteur de théâtre et artiste lyrique aux Folies-Dramatiques, au Théâtre du Palais Royal (1877 - 1887) et au Théâtre des Variétés. | Mai 1883             | Dessins d'un homme et d'une femme, accompagné du mot : "Et je n'ai jamais appris...moi !!!" |
| Jean-Sully Mounet, dit Mounet-Sully (1841 - 1916)        | Français    | Acteur de théâtre à la Comédie Française (1872 - 1915). Acteur de cinéma. | Pas de données       | " 'L'affaire est d'être aimé !' Mais que c'est donc difficile ! ô mon Dieu !" |
| Blanche Pierson (1842 - 1919)                            | Française   | Actrice au Théâtre du Gymnase (1860 - 1884) puis à la Comédie Française (1884 - 1917) | 1875                 | "C'est un honneur embarrassant d'écrire sur cet album ! Je ne vous en remercie pas moins de me donner l'occasion de vous dire ma bien vive sympathie pour vous et pour votre talent" |
| Paul Désiré Parfouru, dit Paul Porel (1843 - 1917)       | Français    | Acteur et directeur de théâtre. Il a dirigé le Théâtre de l'Odéon (1884 - 1892) puis le Théâtre du Vaudeville (1898 - 1917). Marié à Réjane (1893 - 1905). | Pas de données       | "Dans l'Atlas on trouve des lions, sans les marais du Nil, des caïmans, mais à Paris, on trouve quelque chose de plus redoutable que ces monstres du désert et de l'onde...C'est l'album" |
| Alice Regnault (1849 - 1931)                             | Française   | Actrice, notamment au Théâtre des Variétés et Théâtre du Gymnase. | 24 mai 1880          | "Quand on a un très joli rôle, qu'on est très bien habillée, que la pièce fait beaucoup d'argent ; quand il ne fait ni trop chaud, ni trop froid, que le spectacle ne commence ni trop tôt, ni trop tard ; quand le public vous couvre d'applaudissements et que les journalistes vous comblent d'éloges, c'est une chose bien agréable que le théâtre. Voici l'opinion d'Andréa de Victorien Sardou. Maintenant, une petite pensée sentencieuse. Les seules faiblesses que les hommes ne pardonnent jamais aux femmes sont celles dont ils ne profitent pas. J'ai rempli ma page ; aussi, mon cher Stop, vous me devez de jolis dessins pour tous mes rôles à Paris." |
| Gabrielle-Charlotte Réju, dite Réjane (1856 - 1920)      | Française   | Actrice au Théâtre du Vaudeville puis au Théâtre Réjane (actuel Théâtre de Paris), dont elle assure la direction après l'avoir acheté (1906 - 1918). Mariée à Paul Porel (1893 - 1905)                                                                         | 1896                 | Poème de Victorien Sardou intitulé "L'Amour" : "On s'enlace.../ Puis un jour, / On s'en lasse.../ et c'est l'amour !" Accompagné d'un commentaire de Réjane : "Et ça n'en dégoûte personne" |
| Gilles de Saint-Germain, dit Saint-Germain (1833 - 1899) | Français    | Acteur au Théâtre de l'Odéon, à la Comédie Française et au Théâtre du Vaudeville. | Pas de données       | Dessin de quatre têtes de chats accompagnés de leurs noms, avec ce poème intitulé "Aveu" : "Moi, j'aime les chats, & l'avoue hélas ! / Depuis trop long-temps, on les calomnie / On dit les connaître et cela n'est pas ! / Ils sont doux, câlins, jolis, délicats / Point du tout enclin à la félonie.../ Mais n'oublions point que ce sont des Chats [...]" |
| Jeanne Samary (1857 - 1890)                              | Française   | Actrice de la Comédie Française (1874 - 1890). Muse du peintre Auguste Renoir entre 1877 et 1880. | Pas de données       | "Pour un trait d'esprit, adressez vous à mes tantes, cher Monsieur Stop, moi je n'en ai pas. Regrets." |
| Aimée Tessandier (1853 - 1923)                           | Française   | Actrice au Théâtre de l'Odéon (1880 - 1899) par intermittence. Elle joue aussi au Théâtre du Châtelet, au Théâtre de l'Ambigu-Comique et à la Comédie Française. Actrice de cinéma.                                                                            | Pas de données       | Dessin d'un homme de profil, accompagné de ce mot : "Mon cher Stop, Vous voulez de moi quelque chose ? Je ne puis hélas !! que bien peut. Toute mon amitié." |

###### Illustrations

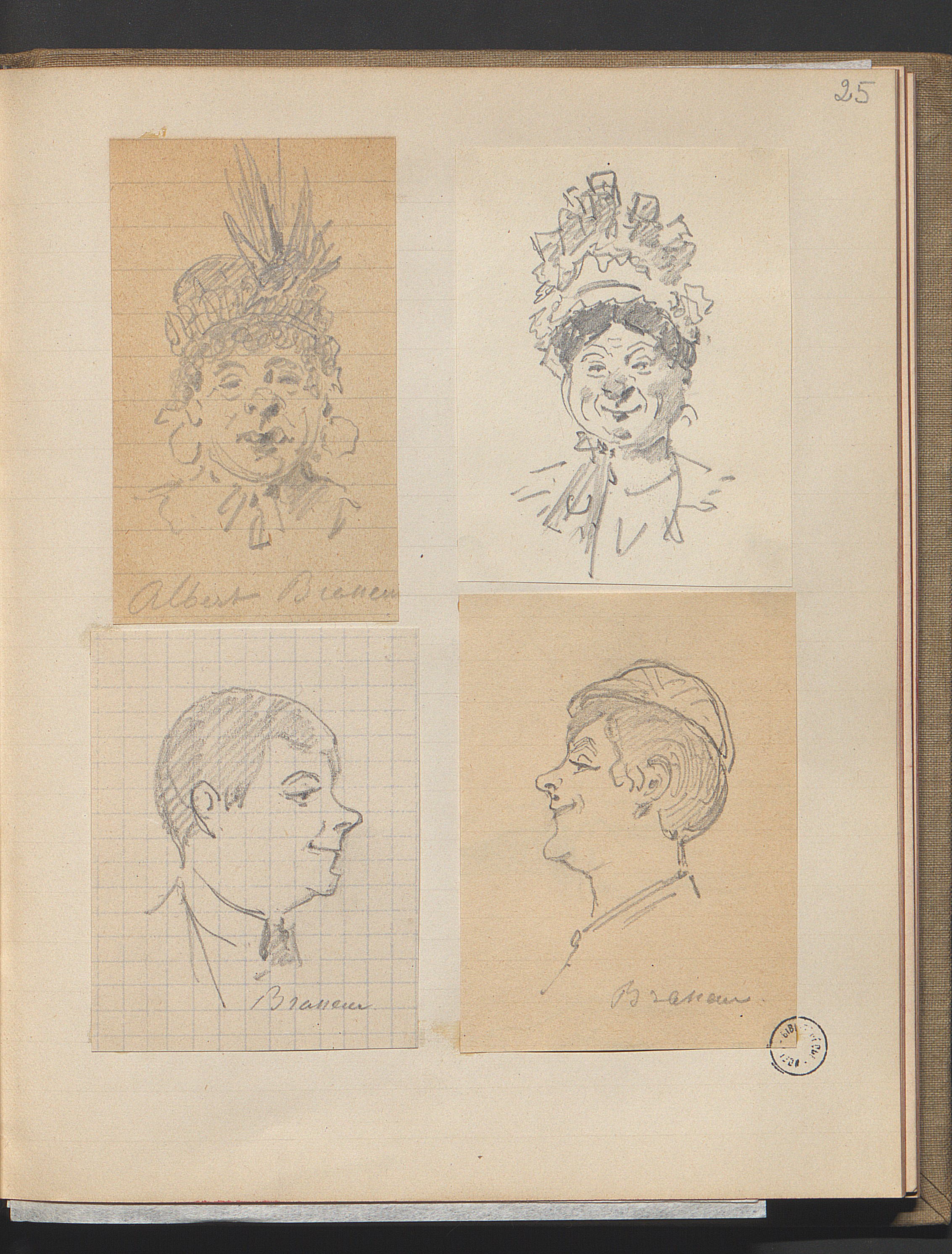
Acteurs du Théâtre des Variétés, Louis Morel-Retz, entre 1860 et 1899.
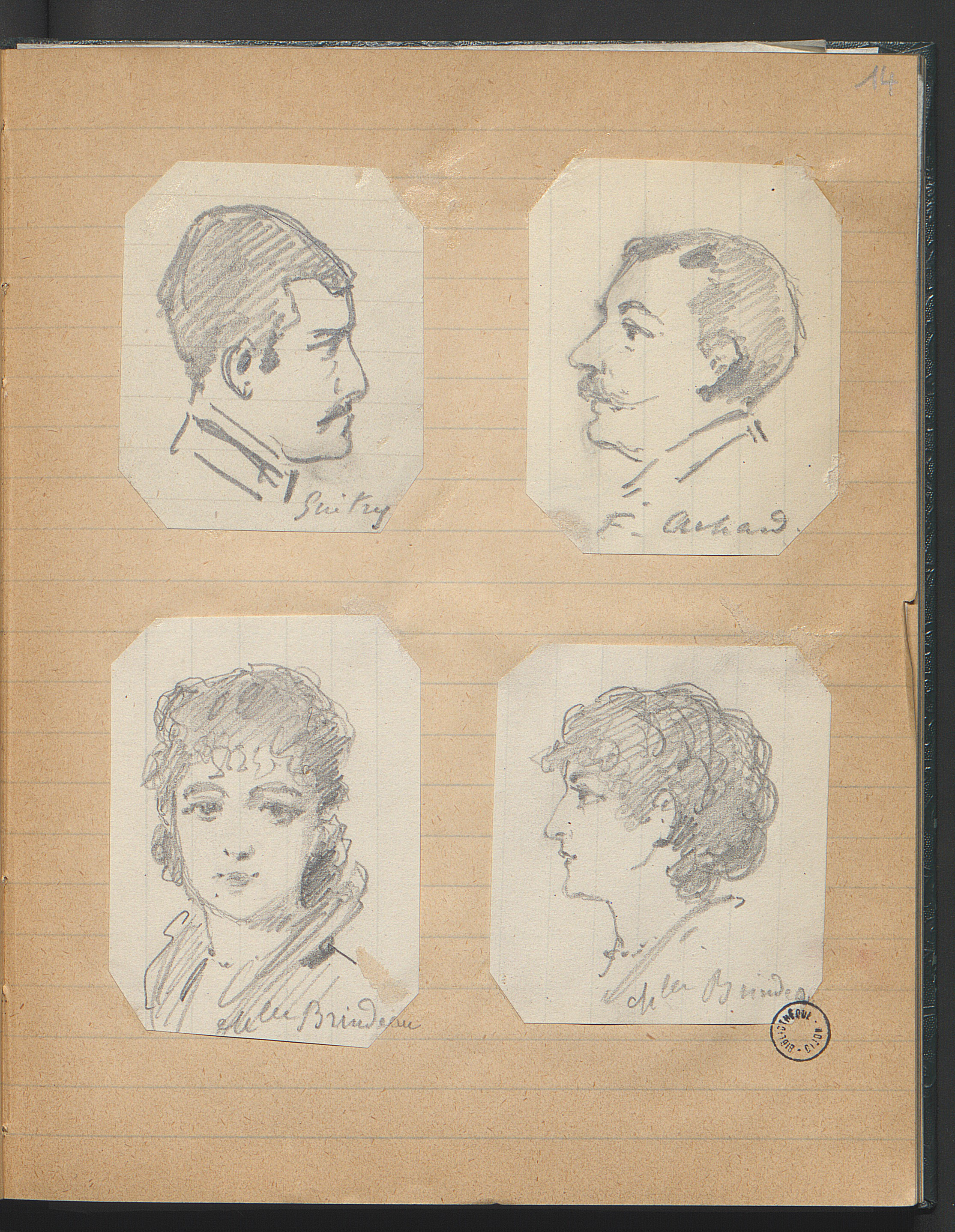
Visages des acteurs du théâtre du Gymnase
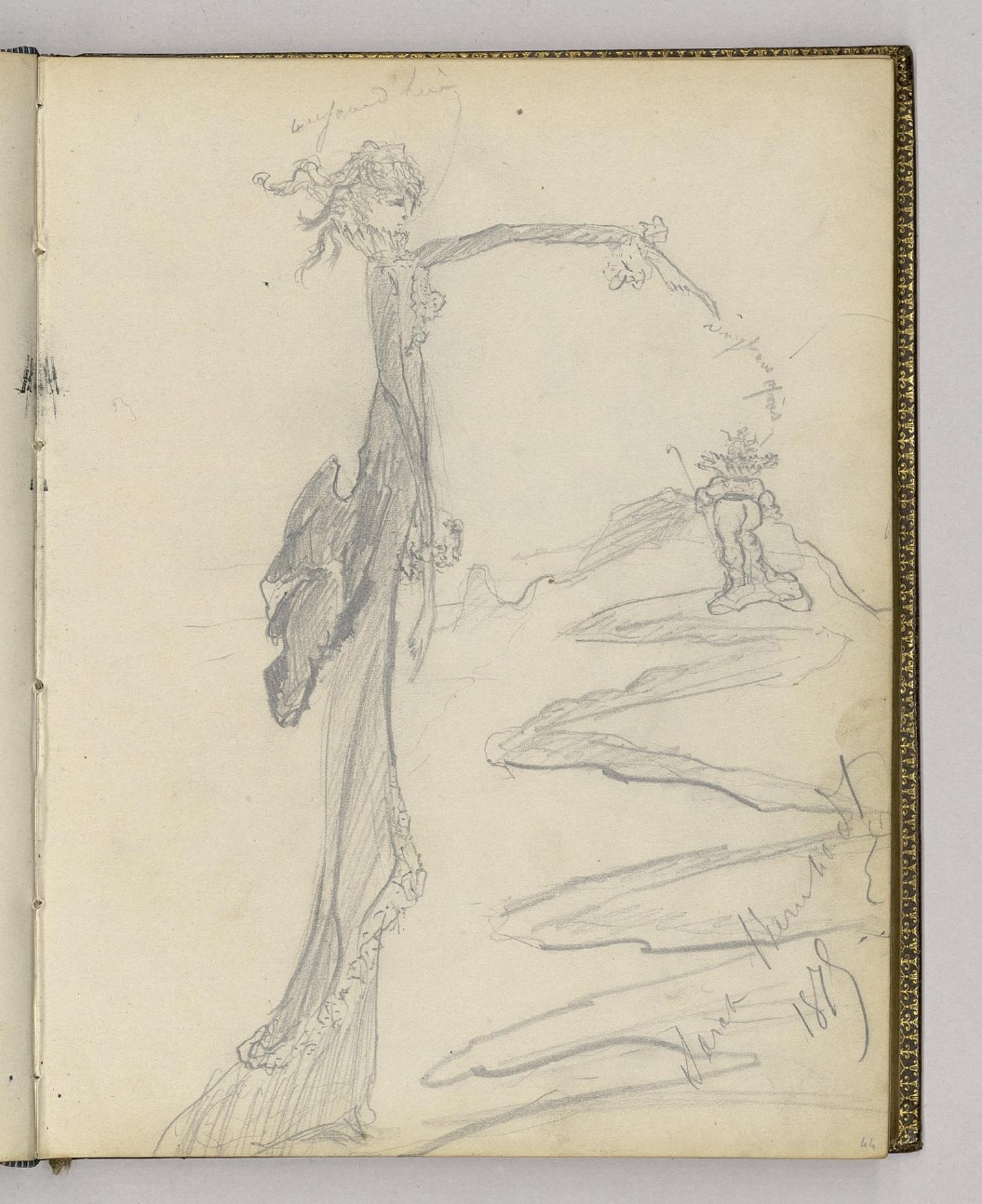
Autographe, dessin réalisé par Sarah Bernhardt dans le Livre d'or de Stop en 1875. Il représente un double autoportrait de l'actrice.

### Ses voyages

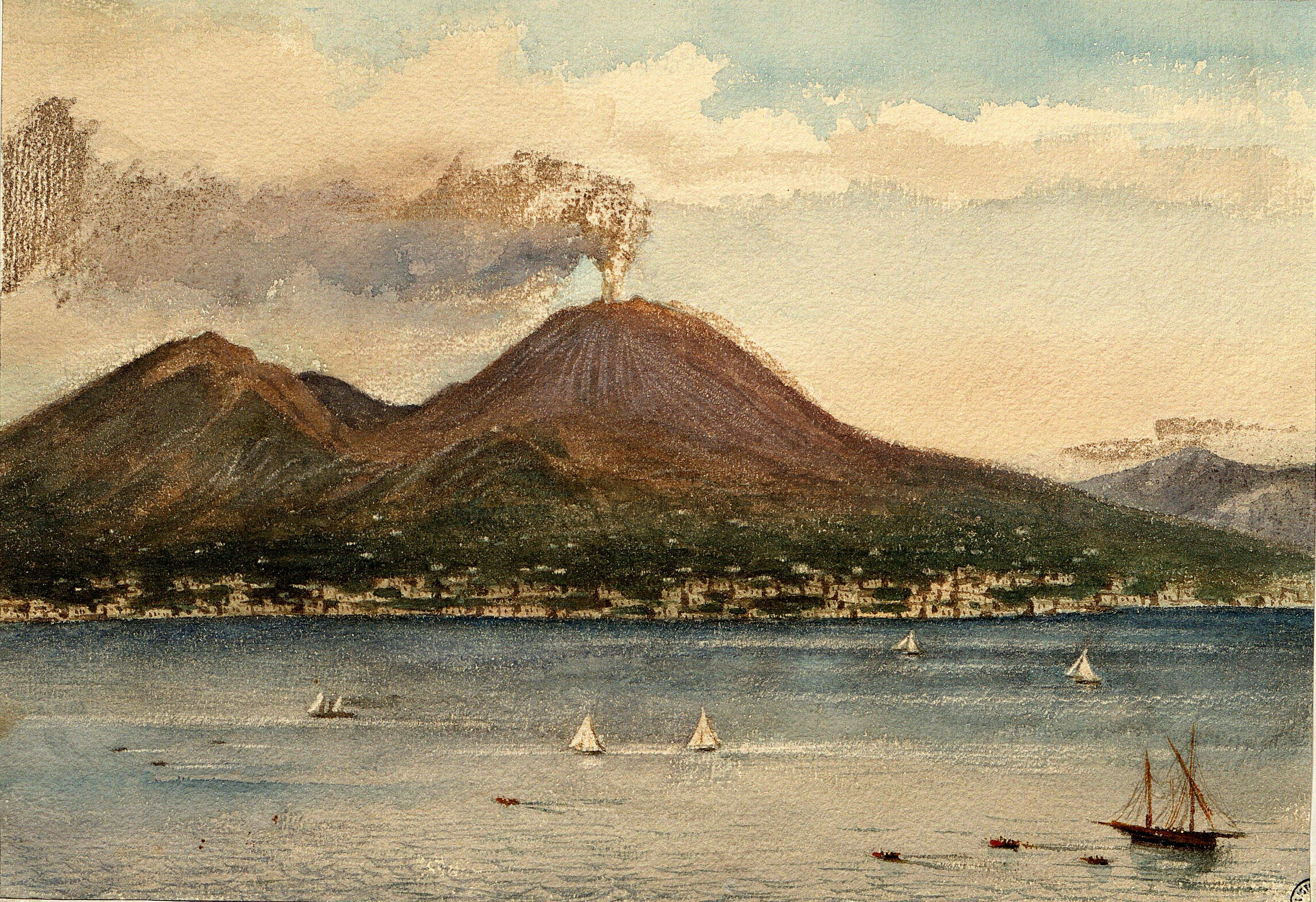
Vésuve, 1880, Louis Morel-Retz

Bien qu’il soit passé à la postérité pour ses satires, Louis Morel-Retz a aussi réalisé de nombreux dessins, croquis et aquarelles à l’occasion de ses multiples voyages. La majorité des dessins qui ont été réalisés reposent dans des albums qui n’ont été ni publiés ni révélés au grand public du vivant de l’artiste. Cet aspect moins célèbre de la vie de Stop se retrouve pourtant dans les dessins qu’il publie dans le Journal Amusant. A partir de ses voyages, notamment en province et en Italie, l’artiste réalise des dessins humoristiques qui lui servent aussi de souvenirs.
Connu auprès de ses proches comme un grand amateur de voyages, Louis Morel-Retz immortalise ses multiples périples dans des carnets. Dès sa jeunesse, il remplit les feuilles de ses premiers albums de dessins, de croquis et d’aquarelles qu’il réalise lors de ses courtes promenades en France.
Les voyages de Stop se font dans un cadre professionnel et personnel. Louis Morel-Retz se rend à Rome dans le cadre de l’Association des journalistes parisiens. Il se rend également à des congrès à Stockholm, Lisbonne et Berne pour assister aux Congrès Internationaux des Journalistes. Il se rend notamment à Lisbonne en 1899, pour assister au Congrès européen des Journalistes, quelques semaines avant sa mort.

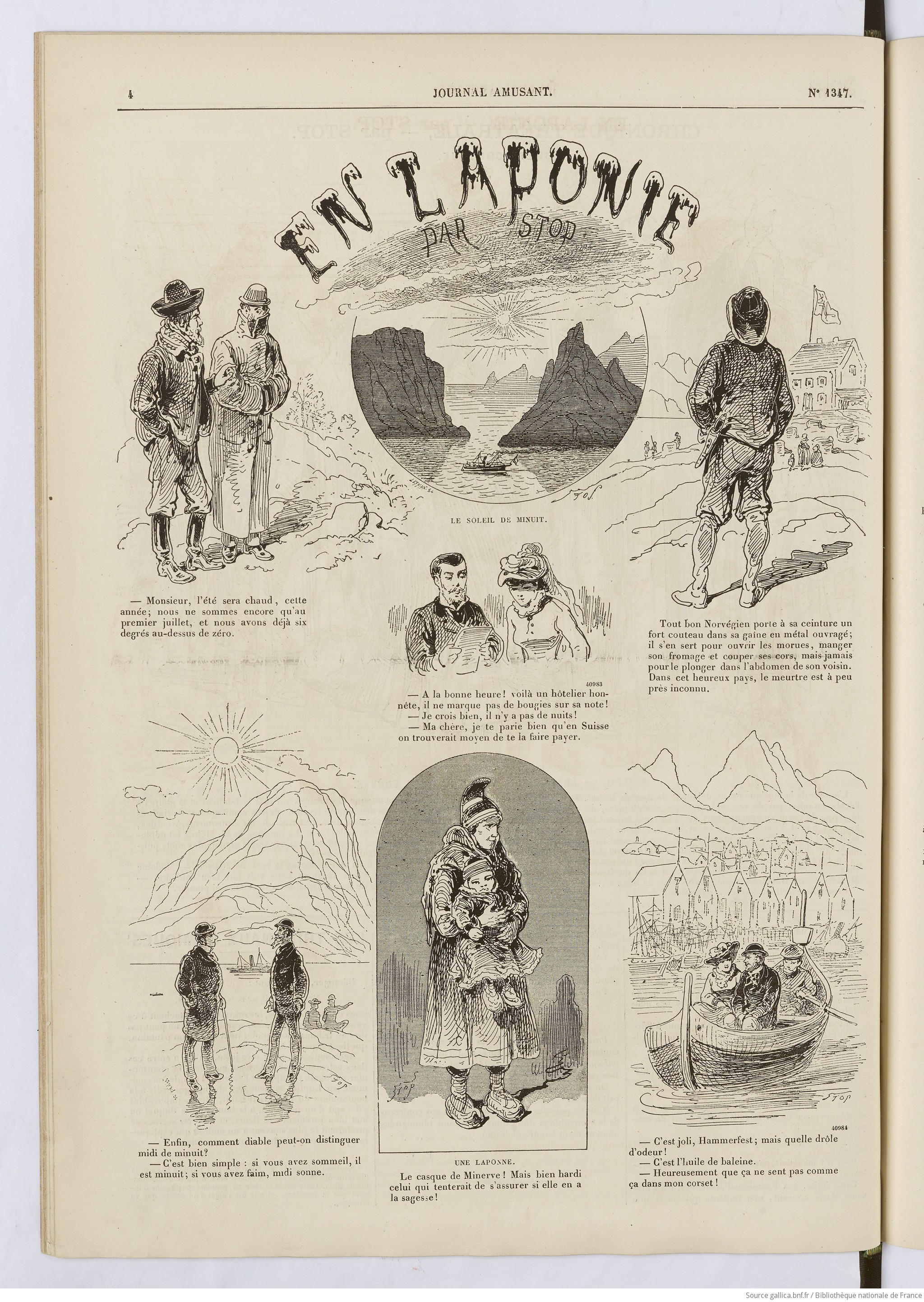
En Laponie, Le Journal amusant, 24 juin 1882p.4

Louis Morel-Retz voyage également en dehors de l'Europe. Il se rend en Egypte avec Charles Leblanc, membre de l'Académie Française et de l'Académie des Beaux-arts, qui atteste de sa présence en compagnie de Stop par une dédicace dans son Livre Les Artistes de Mont temps, où il évoque le voyage des deux amis en Haute-Egypte. Le caricaturiste voyage aussi en Turquie, en Afrique du Nord, à Biskra et certainement en Grèce d’où il ramène de nombreuses images de monuments et de costumes. Stop collectionne des photographies sur cartons qui étaient en vogue à l’époque. Ces voyages sont une source d’inspiration pour Stop qui influe sur sa production au-delà de ses carnets de voyage. L’idée de son tableau Les deux amis est issue de son voyage en Algérie. Il se rend également dans des pays lointains comme la Laponie, une destination assez rare à l’époque.

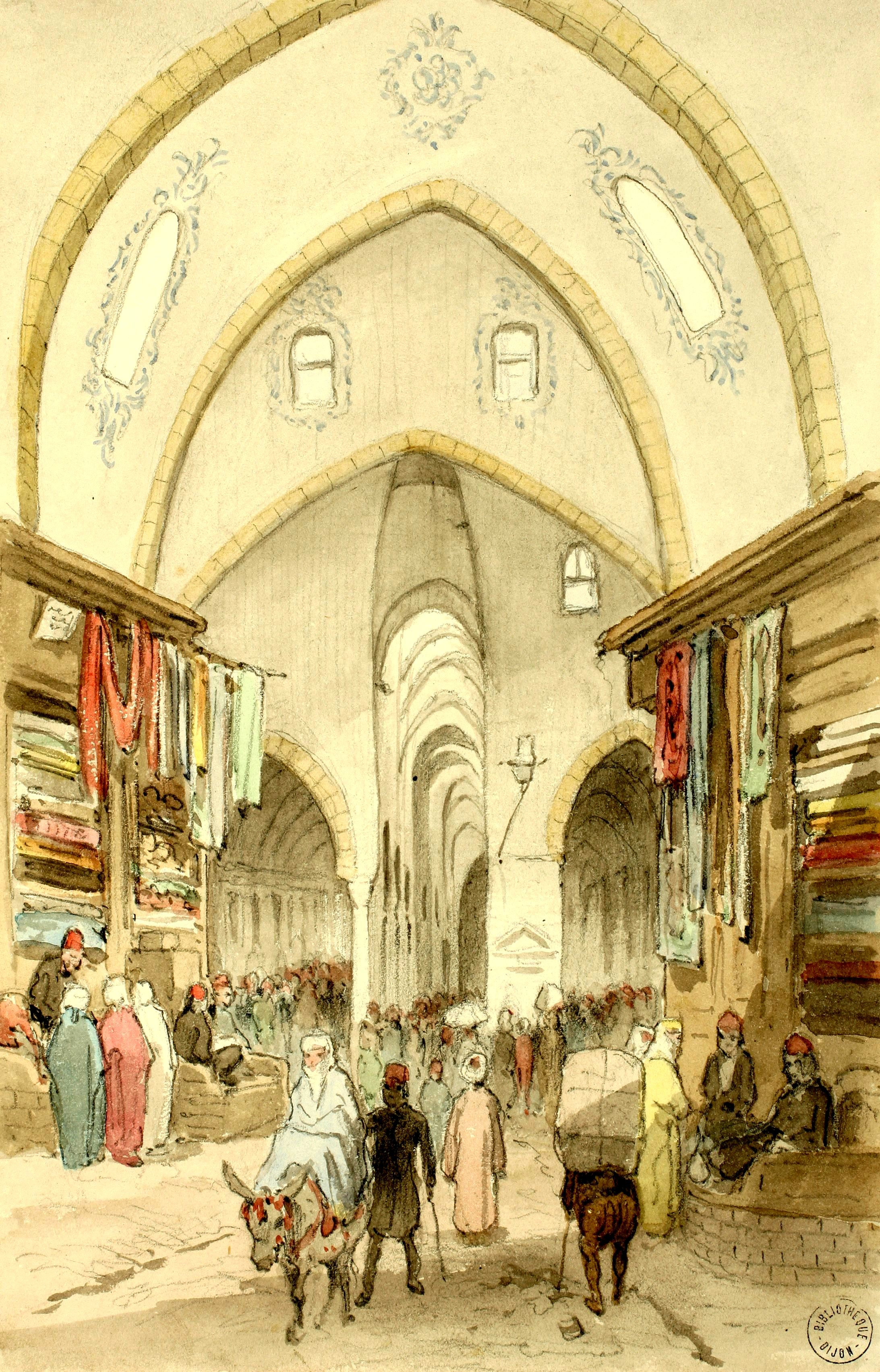
Le bazar, 1866, Bibliothèque municipale de Dijon

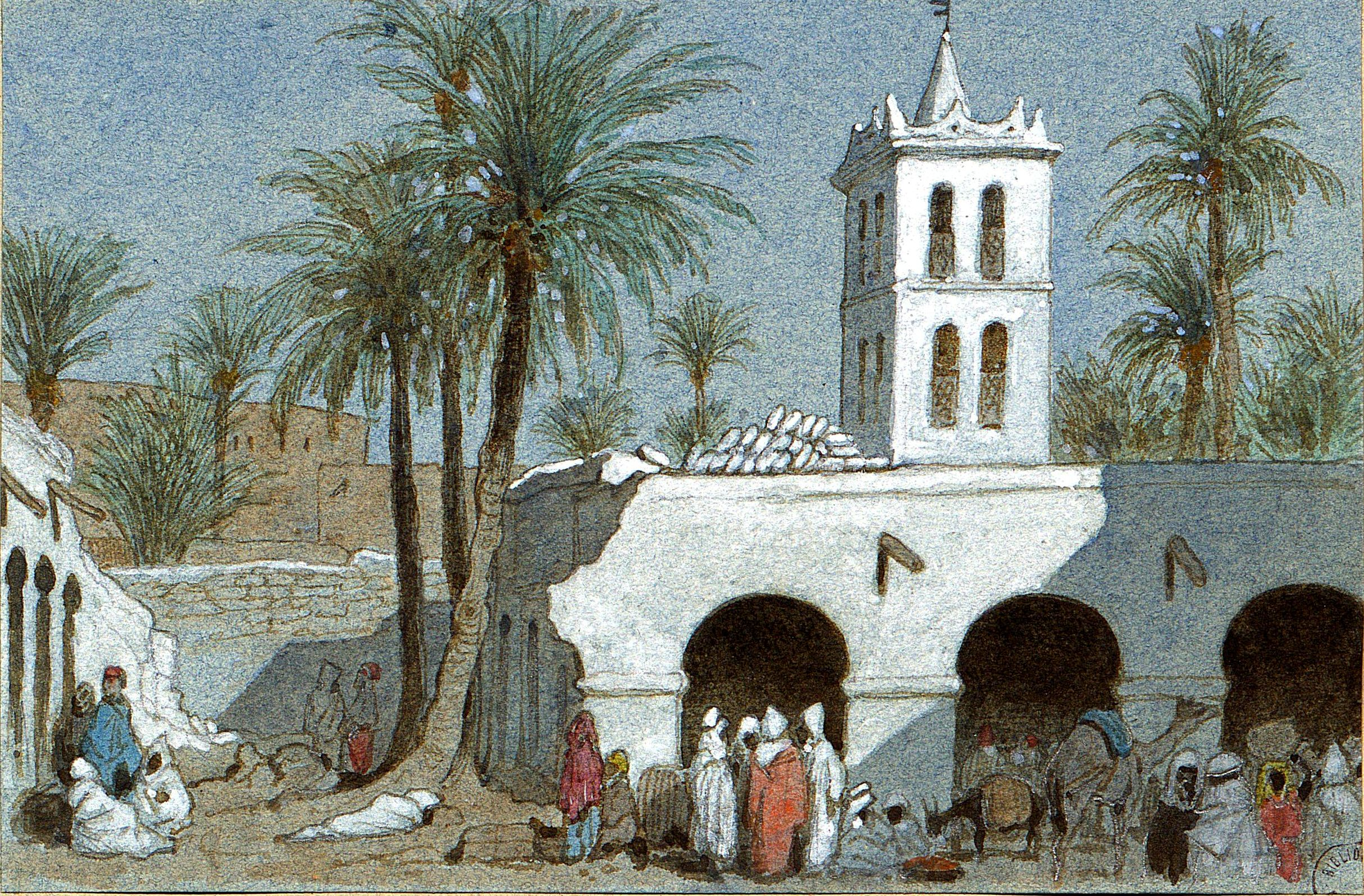
La place du marché, autour de 1860, Bibliothèque municipale de Dijon

A l’occasion d’un voyage en Algérie à Boufarik, Louis Morel-Retz retrouve une de ses œuvres de jeunesse La Guérison de l’Aveugle de Jericho, dans l’église de la commune. Il s’agit d’un exemple rare de peinture d’histoire réalisée à l’huile par l’artiste. Cette œuvre avait été peinte par Stop lors de ses débuts au Salon. Cette peinture avait été acquise par le Ministre d’Etat Alexandre Colonna Walewski par un arrêté daté du 4 février 1863 sous le titre de Jésus Christ guérissant un aveugle, au prix de 1 500 francs. Cette redécouverte n’aurait pas réjoui l’artiste qui aurait eu l’impression de faire face à une œuvre qui n’était pas de lui.

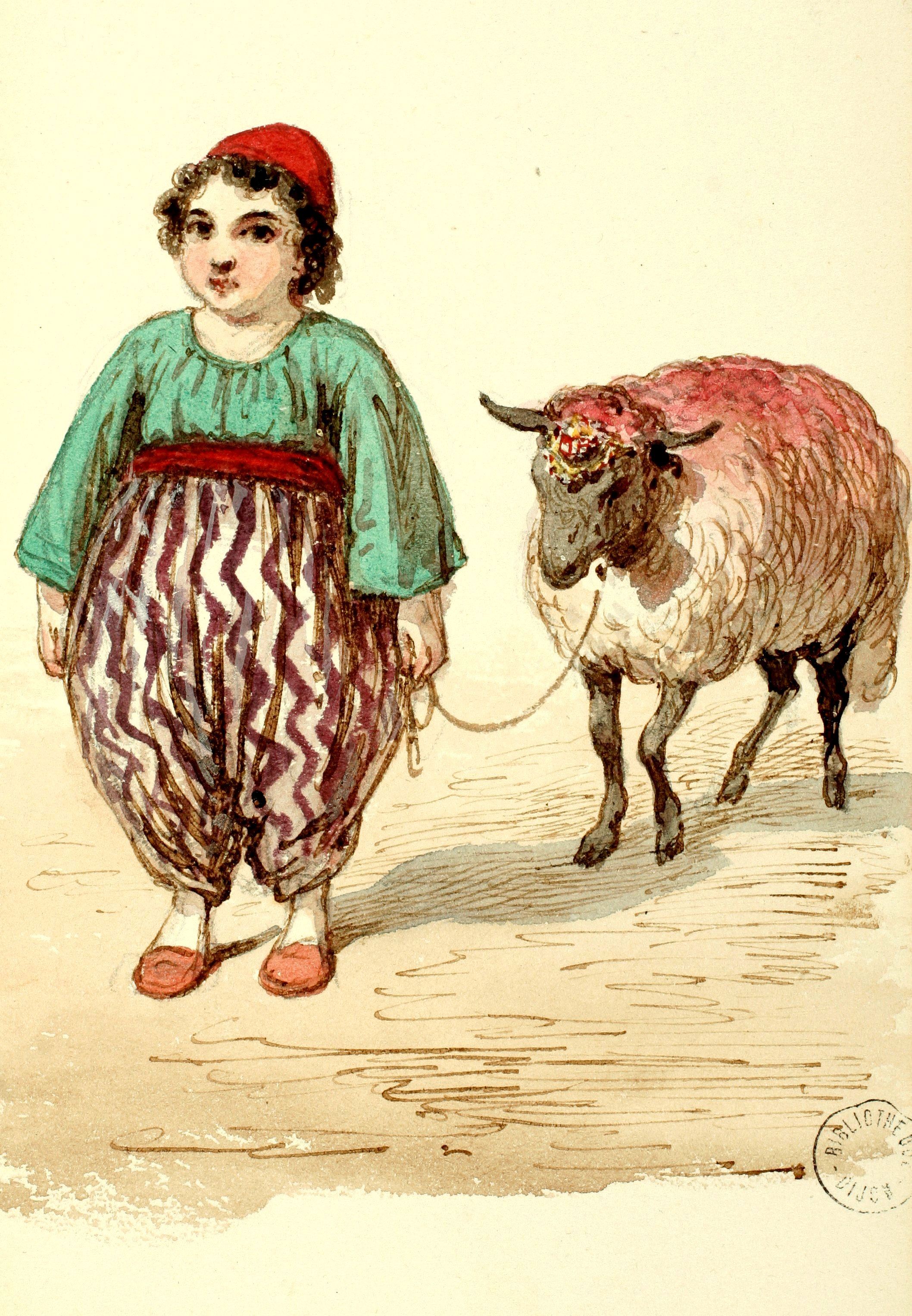
Enfant Turc, 1866

Une grande partie des œuvres réalisées par Louis Morel-Retz lors de ses voyages sont des aquarelles. Cette technique n’est pas celle qui est majoritairement employée par Stop dans le reste de son Œuvre et les aquarelles qu’il peint lors de ses périples révèlent les talents de coloristes de l’artiste qui n’étaient pas nécessairement perceptibles dans ses dessins de presse.
Lors de ses voyages, Louis Morel-Retz réalise des portraits d’hommes, de femmes, d’enfants, des scènes de mœurs, des monuments et des paysages. Ces études dans les pays qu'il visite ont d'ailleurs pu inspirer les costumes que Stop réalise pour ses pièces de théâtre.Certains de ces carnets de voyages sont exposés au Salon organisé par la Société des Amis des Arts de la Côte-d’Or.
Cette facette, moins connue de l’œuvre de Stop, démontre la versatilité de cet artiste et l’étendue de sa production qui ne se réduit pas au dessin de presse.

## Le caricaturiste et l'artiste

### La caricature: les salons comiques et la presse
A Paris, Louis Morel-Retz se tourne rapidement vers la caricature qui est le domaine pour lequel il est désormais le plus connu. Sa capacité d’observation et sa fréquentation des cercles mondains sont une source pour ses dessins légers d’actualité et ses caricatures. Louis Morel-Retz commence sa carrière de caricaturiste dans le journal L’Illustration, fondé en 1843 par les journalistes Edouard Charton et Jean-Baptiste-Alexandre Paulin. Il le rejoint en 1850 et fait paraître en cinq séries « L’Histoire de M. Verdreau » entre janvier et février de la même année. « L’Histoire de M. Verdreau » est un récit humoristique raconté à travers des dessins au trait, légendés. Les personnages sont très reconnaissables ce qui permet d’identifier les contemporains dijonais de Louis Morel-Retz. Il représente notamment Joseph Joly dans le rôle de M. Verdreau, l’avocat Auguste Perdrix, le violoniste Claude, dit Jules Mercier, le musicien et chef d’orchestre de la Porte Saint-Martin Jean-Jacques-Joseph Debillemont qui connut quelques succès dans la composition d’opéras (Astaroth, Le Bouquet), Alfonse et Charles Mazeau et lui-même. Louis Morel-Retz se représente en avocat au nez énorme qui endort le tribunal par ses gesticulations et sa parole. “L’Histoire de M. Verdreau” est une épopée burlesque et Chabeuf, ami de Morel-Retz, a loué le comique de ces séries.  

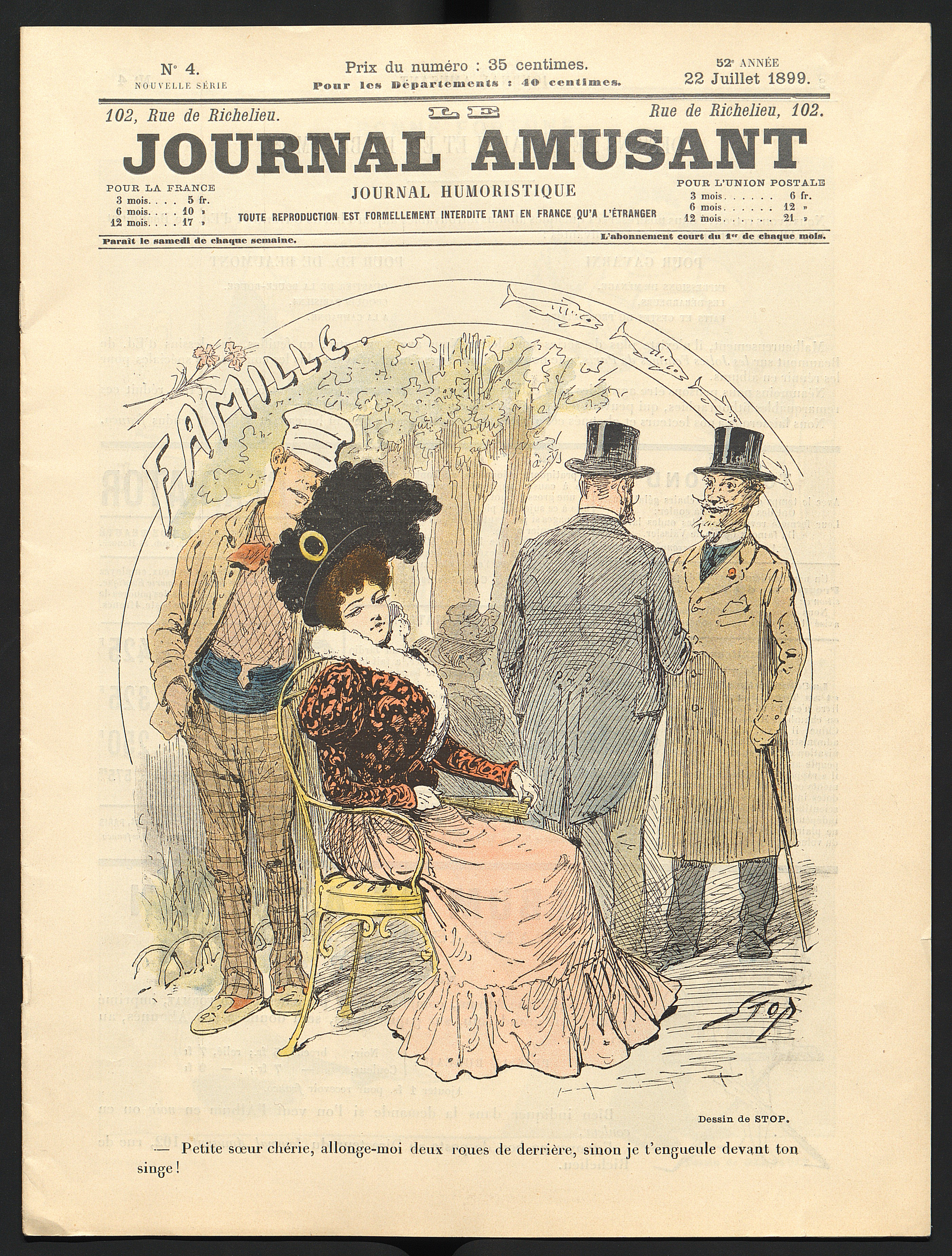
Famille (une du Journal Amusant), Louis Morel-Retz, Journal Amusant, 22 Juillet 1899.

Louis Morel-Retz fait publier dans L’Illustration de nombreuses vignettes comiques, scènes de mœurs, modes comiques, revues des événements du jour. L’orientation politique du journal L’Illustration est libérale et républicaine modérée. Morel-Retz y propose des caricatures politiques dans le même esprit, sans tomber dans l’excès de beaucoup de caricatures de l’époque.

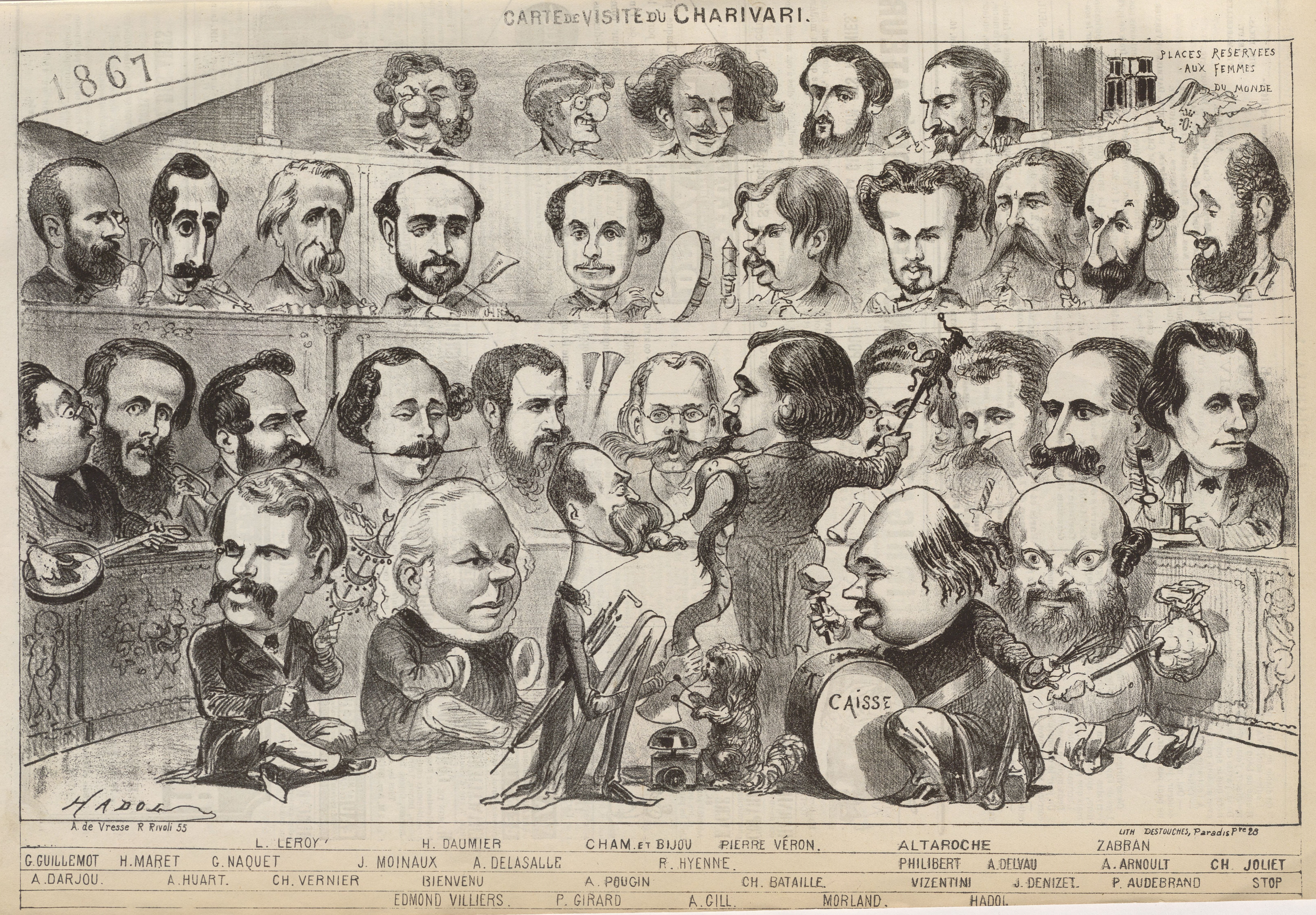
Carte de visite du Charivari, par Paul Hadol, le 2 janvier 1867 avec des portraits caricatures des contributeurs, notamment Louis Morel-Retz au deuxième rang en partant du haut, à droite.

Tout en continuant son travail pour L’Illustration, Louis Morel-Retz collabore avec différents acteurs du monde de la presse dont le Musée des Familles, le Charivari, le Magasin Pittoresque, le Journal Illustré, la Tour du Monde, le Monde Illustré, qui n’apparaît qu’à partir de 1857, et le Journal Pour Rire, créé en 1848 par Charles Philipon et qui devient Le Journal Amusant le 5 janvier 1856. Morel-Retz rejoint Le Journal Amusant en 1850. De nombreux caricaturistes de l’époque collaborent au Journal Amusant, on peut notamment citer : Honoré Daumier, Gustave Doré, Emile Planat Marcelin, Nadar, Bertall, Randon, Baric, Grévin, Crafty, Henriot, Mars, Draner, Luc, Josias, Paul Léonnec, Jean-Louis Forain, Caran d’Ache, Charles Leandre, Henri Gerbault, Albert Guillaume, Ferdinand Bac et d’autres. Louis Morel-Retz envoie aussi des dessins au Petit Journal pour rire, à L’Esprit follet et au Tout Paris qui ne survivent pas aussi longtemps que le Journal Amusant.

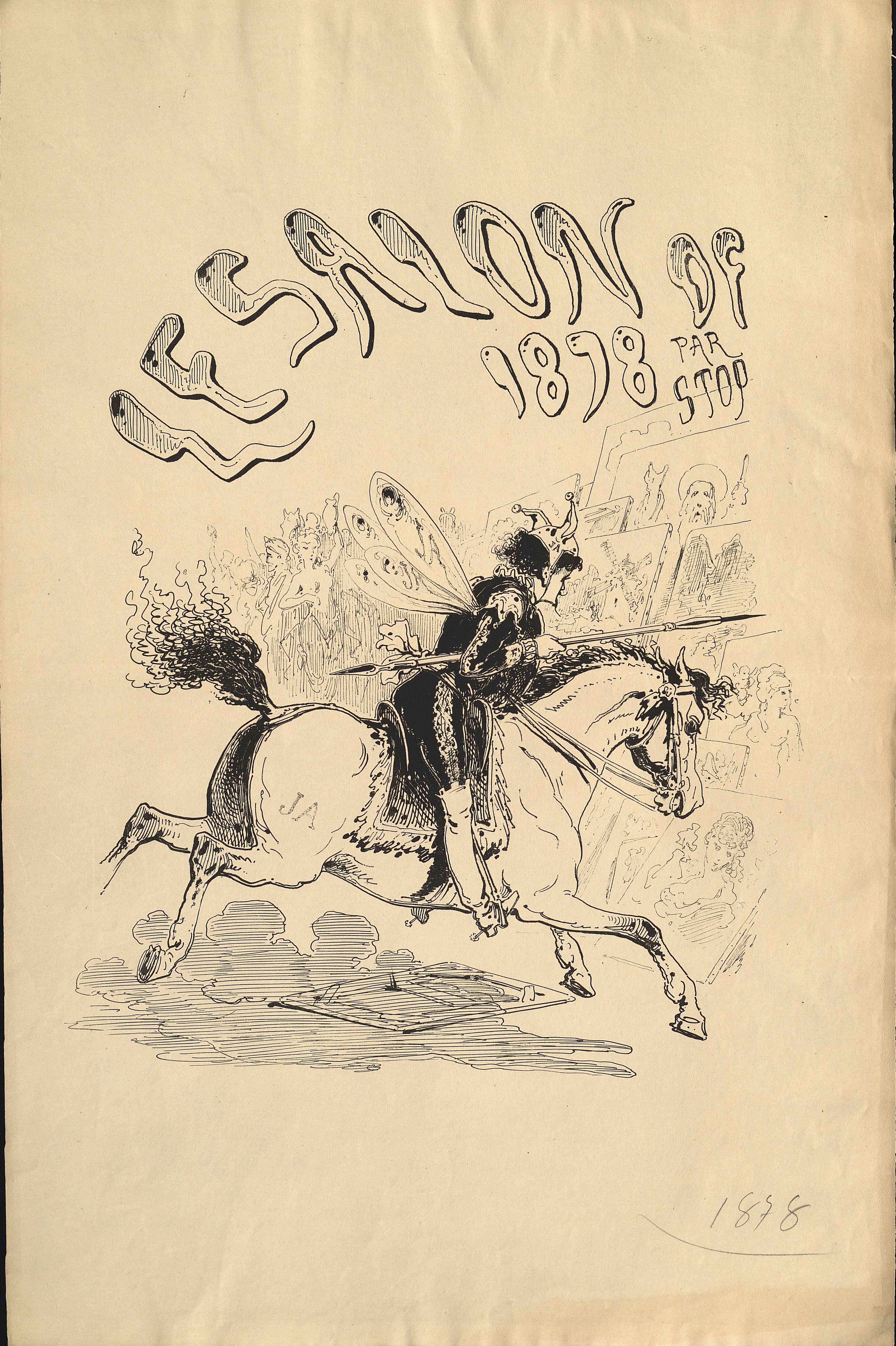
Le Salon de 1878 - par Stop, Louis Morel-Retz, Journal Amusant, 1 Juin 1878.

La majeure partie des contributions de Louis Morel-Retz se font cependant au Charivari et au Journal Amusant qui publient plusieurs centaines de dessins de Louis Morel-Retz, qui signe toutes ses caricatures sous le nom de plume Stop. Les caricatures publiées en pleine page pour le Charivari sont centrées sur l’actualité politique qui est tournée en dérision. Pour le Journal Amusant, les sujets sont plus anodins et les caricatures plus nombreuses car elles sont publiées par sept ou huit par page. Les personnages se retrouvant fréquemment dans les caricatures de Stop font partie de catégories sociales bien distinctes : les provinciaux, les belles-mères, les étrangers, les gendarmes, les militaires, les hommes politiques, etc. Il travaille cinquante ans au Journal Amusant, années durant lesquelles il produit de nombreux dessins pour rendre compte des nouvelles pièces de théâtre et opéras du moment, pour faire des revues, des séries fantaisistes et humoristiques. Il travaille aussi les ombres chinoises par moments ce qui rend compte de sa capacité à varier les styles de dessin. Il publie aussi des souvenirs de voyages et des scènes de mœurs.
Louis Morel-Retz est aussi connu pour ses Salons comiques,. Le Journal Amusant lui confie en 1872 les Salons comiques, jusque-là dessinés par Bertall. Louis Morel-Retz occupe cette fonction pendant vingt-sept ans. Il y rend compte des œuvres présentées aux Salons en mettant en avant l’aspect de chaque œuvre le plus propice à susciter la satire et donc le rire. La pratique de ce genre nécessite un talent d’observation pour lequel Stop est reconnu. Chaque Salon comique forme un ensemble. Cette production fait la renommée de Stop au point qu’il est considéré comme gratifiant pour les artistes d’avoir une œuvre sélectionnée dans le Salon de Stop.

La carrière de Stop dans la presse est très riche et constitue l’essentiel de sa production mais la caricature est loin d’être le seul genre auquel Louis Morel-Retz s’est exercé.

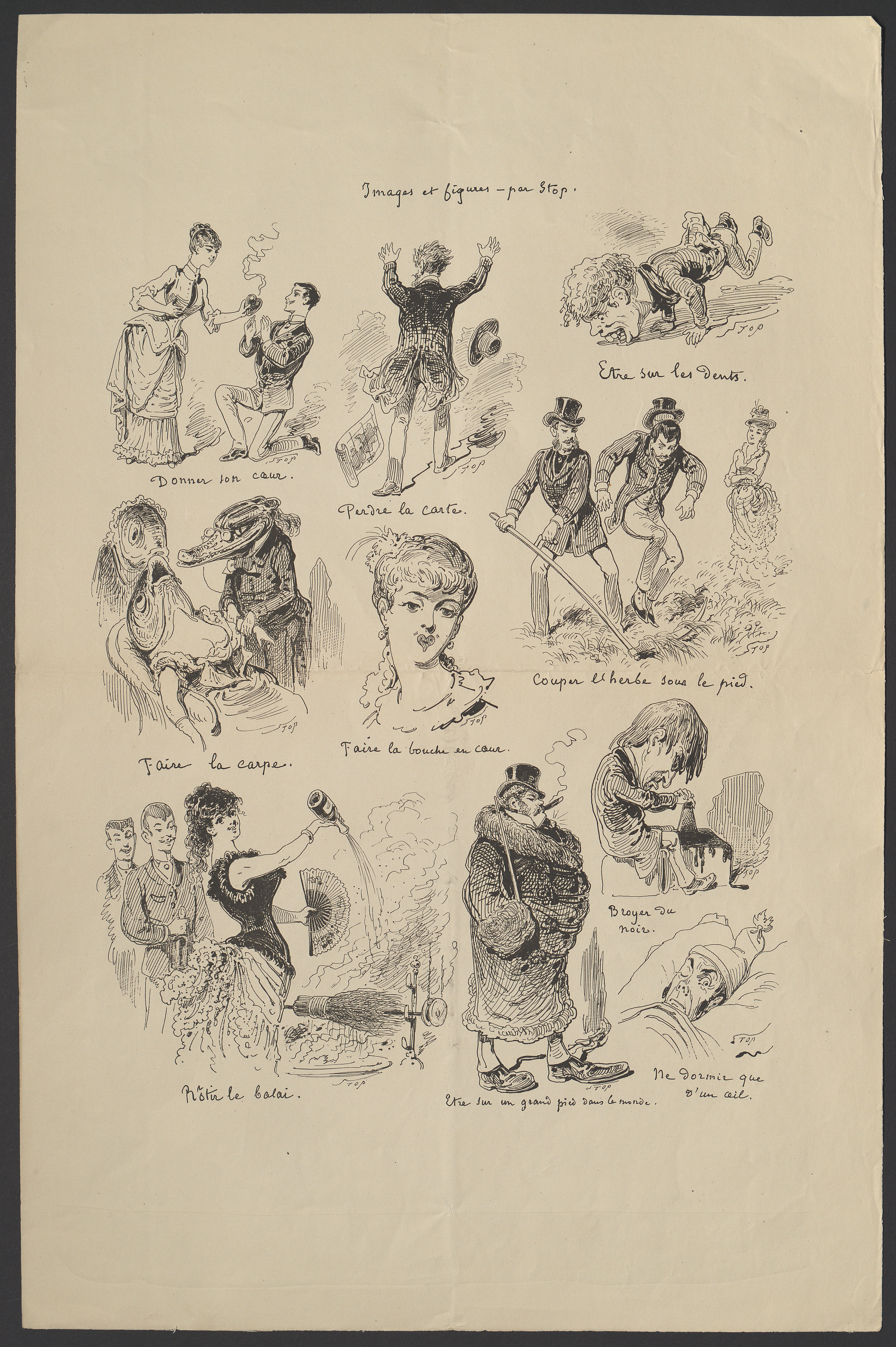
Images et Figures - par STOP, Louis Morel-Retz, Journal Amusant, 4 Juillet 1887, p.4.
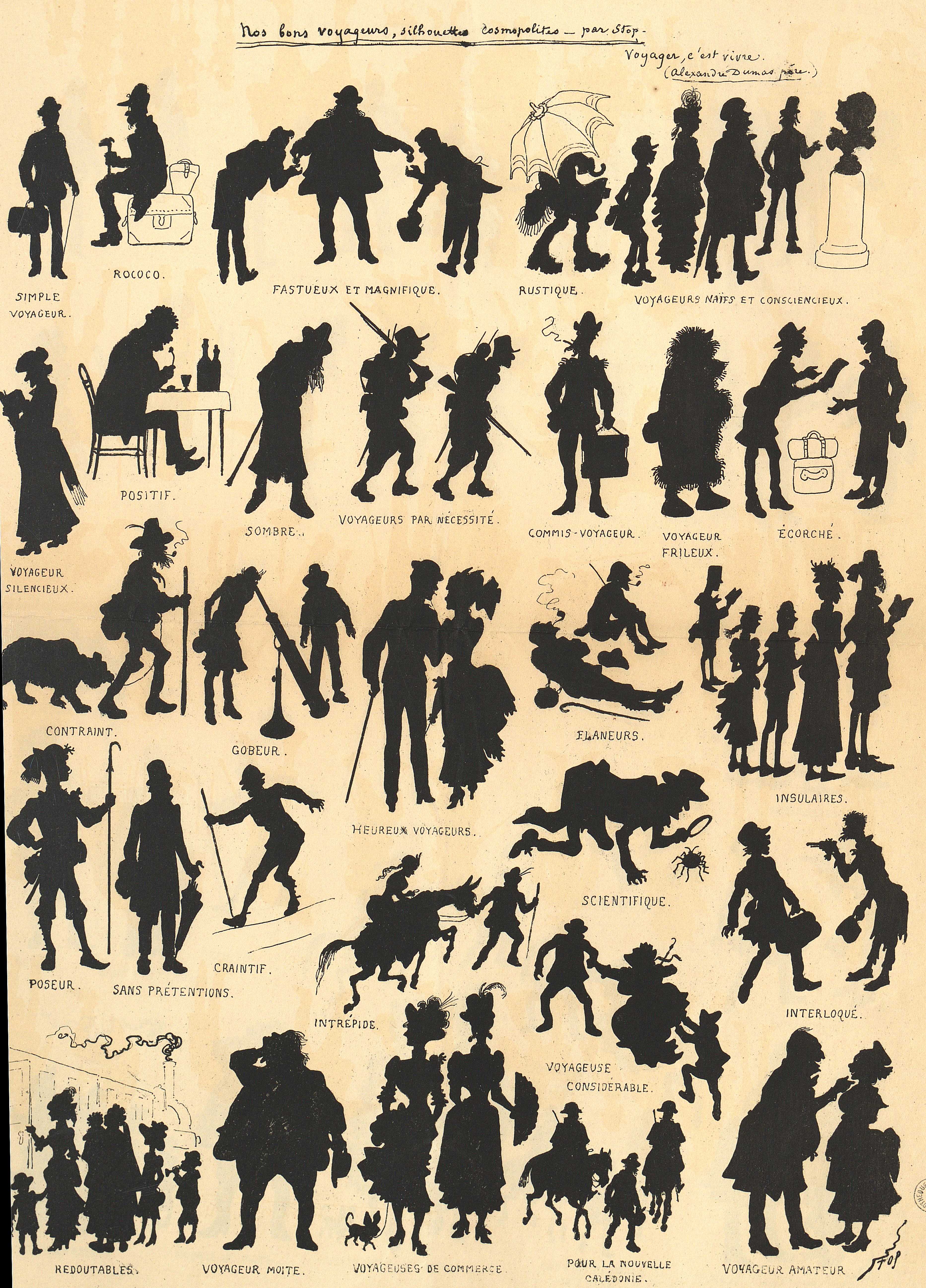
Nos bons voyageurs, silhouettes cosmopolites - par Stop, Louis Morel-Retz, Journal Amusant, 15 Septembre 1883.
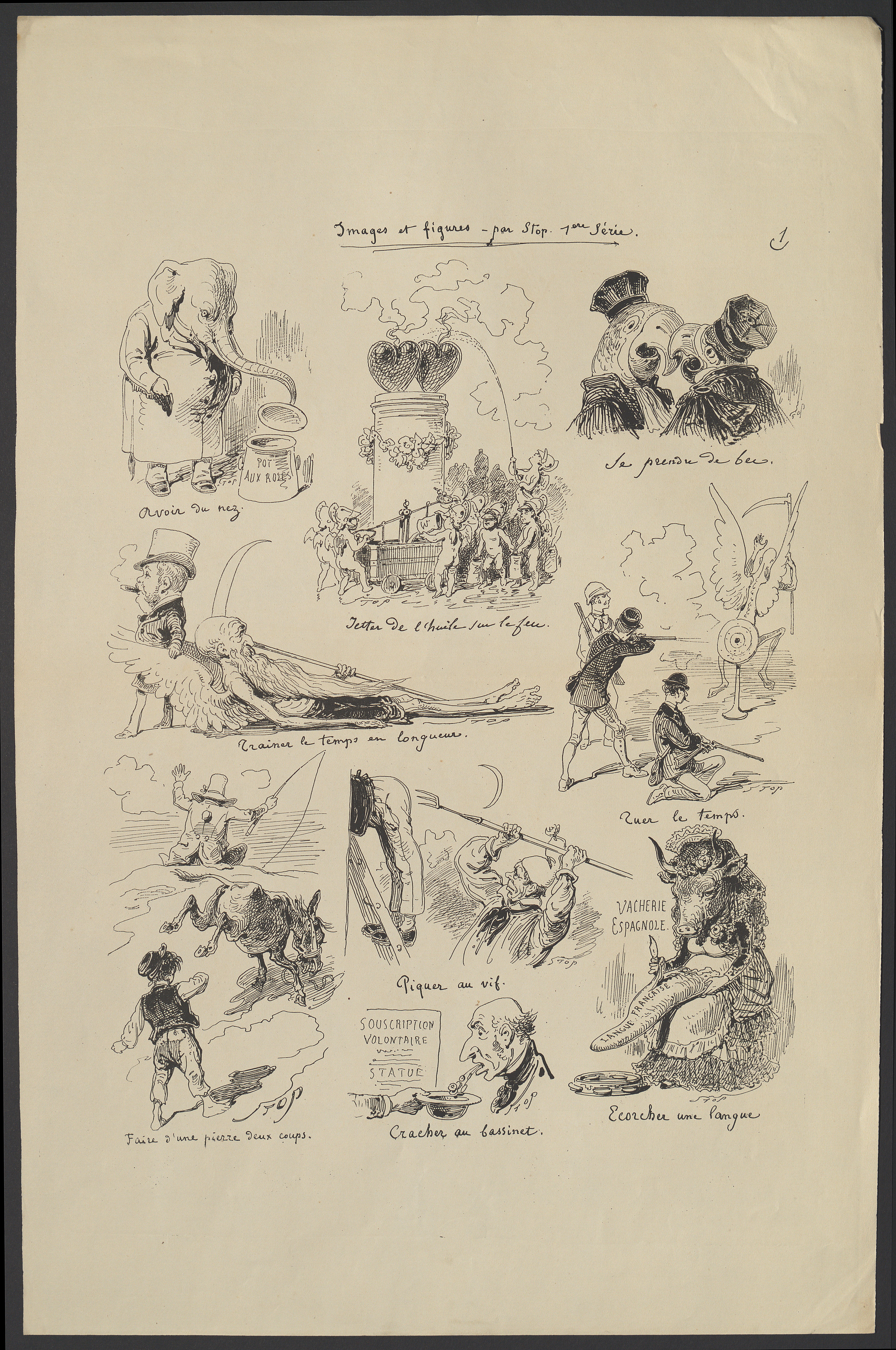
Images et Figures - par STOP 1ère série, Louis Morel-Retz, Journal Amusant, 25 Août 1883.
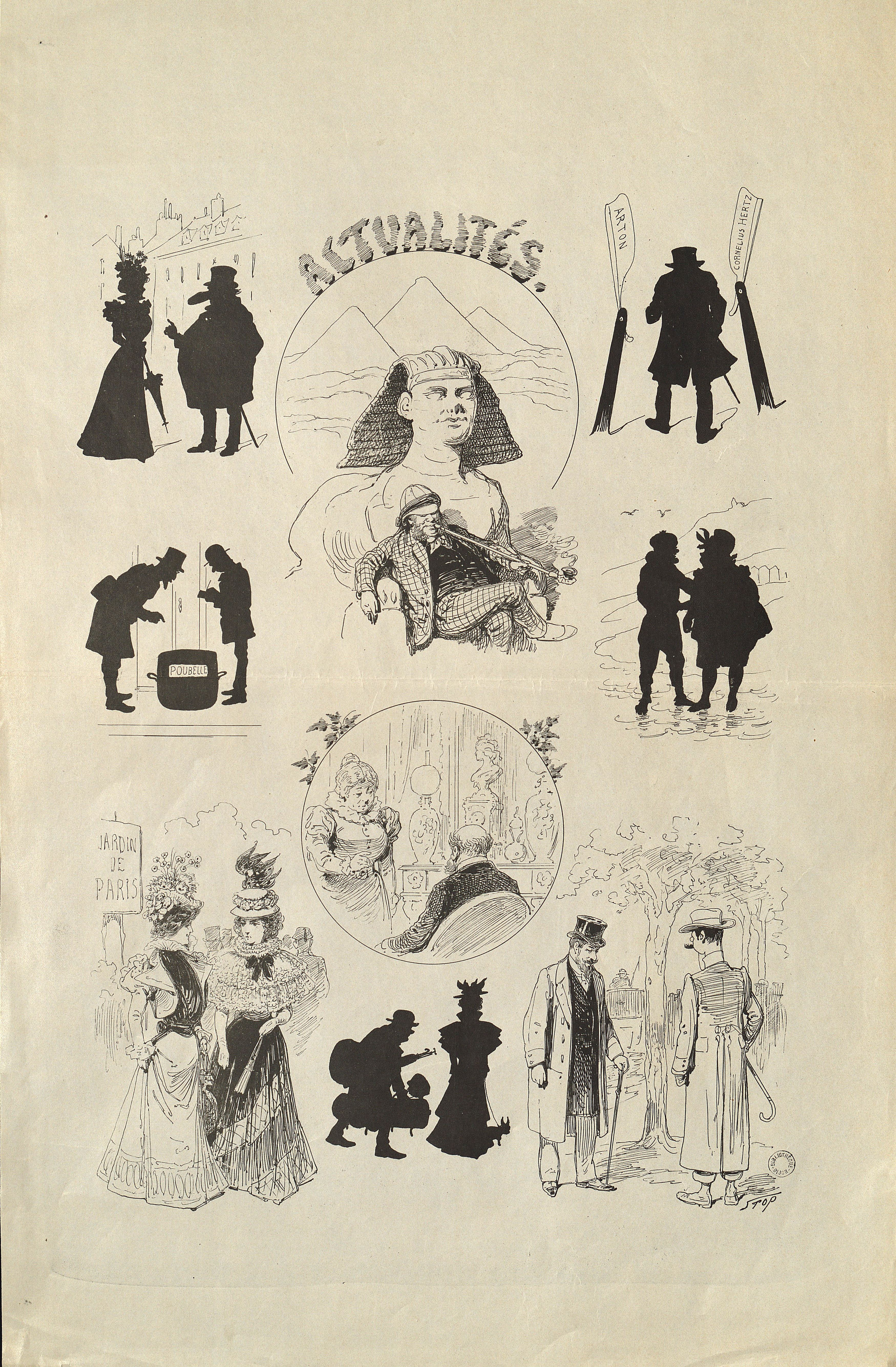
Actualités, Louis Morel-Retz, Journal Amusant, 10 novembre 1894
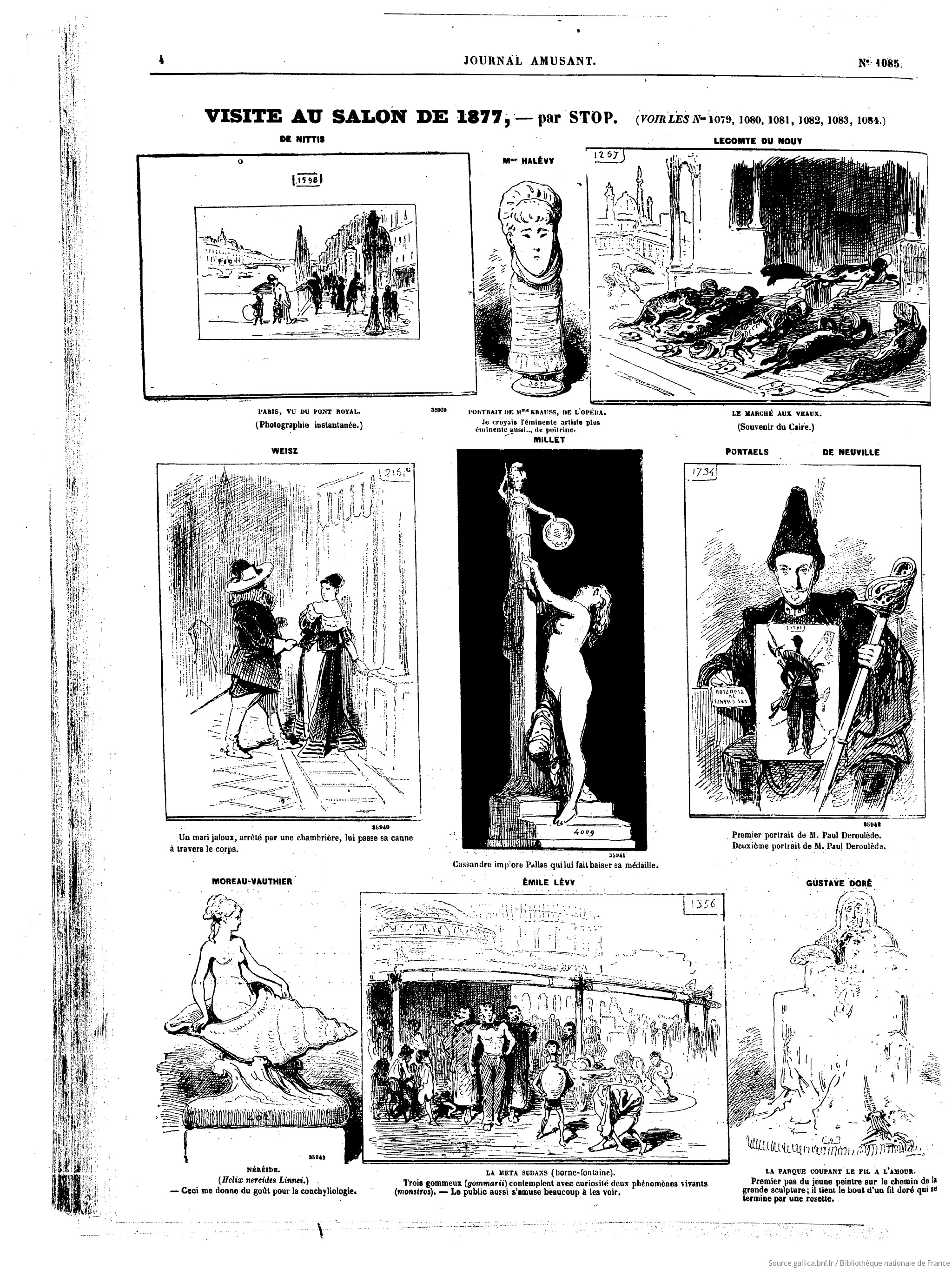
Journal Amusant - "Visite au Salon de 1877" par Stop, 16 juin 1877

### La carrière variée

#### Théâtre
Louis Morel-Retz a marqué le monde théâtral par ses écrits et ses nombreuses collaborations artistiques. Son œuvre s'étend sur plusieurs genres, allant de l’opérette aux saynètes, en passant par des pièces de théâtre plus longues. Ces diverses créations témoignent de son talent pour explorer différents styles d’écriture théâtrale et sa volonté de s'impliquer dans des projets variés.
En 1857, Morel-Retz co-écrit l’opérette Les Terreurs de M. Peters, un opéra de salon en un acte, avec Robert Muÿs. La musique de cette œuvre est composée par Charles Poisot, et elle est présentée au Grand Théâtre de Dijon, ajoutant ainsi une touche personnelle au répertoire de l'opéra comique de l'époque.
Outre cette opérette, il est l’auteur de plusieurs autres pièces, dont la saynète Les Épreuves de Jacqueline, qui met en scène deux personnages, ainsi que Ma Tante, et Une histoire de brigands (1891), une saynète où les paroles sont écrites par Stop et la musique composée par Paul Lacome. Cette dernière pièce met en scène une dame et un homme, ce dernier restant muet tout au long de la représentation, ajoutant ainsi une dimension particulière à l’interaction entre les personnages. En 1893, il poursuit sa collaboration dans le domaine de l’opéra avec Un cadeau de noces, un opéra-comique présenté aux Bouffes-Parisiens.
L'une des œuvres les plus ambitieuses auxquelles Louis Morel-Retz a contribué est Don Quichotte (1875), un spectacle en trois actes et huit tableaux. La pièce, écrite par Victorien Sardou en 1864, est remaniée par Sardou et Charles Nuitter en 1874, avec une musique de scène de Jacques Offenbach. Les décors sont conçus par Édouard Despléchin et Eugène Fromont, tandis que Stop est responsable des costumes. Présentée au Théâtre de la Gaîté à Paris, cette version de Don Quichotte se distingue par un projet de mise en scène audacieux, mettant en avant des effets visuels spectaculaires, des décors ambitieux et des costumes inspirés de diverses sources, dont les voyages en Espagne de Théophile Gautier et Alexandre Dumas. Cependant, cette production est marquée par des tensions entre les artistes impliqués, notamment en ce qui concerne le budget et la mise en scène, qui conduisirent à des conflits. Malgré ces difficultés, l'œuvre reste un témoignage fascinant de l'engagement artistique de son époque.
Les multiples contributions de Louis Morel-Retz dans le domaine théâtral, qu'il s'agisse de créations de pièces ou de collaborations avec d'autres artistes, illustrent son engagement dans l'enrichissement du paysage culturel du XIXe siècle.

#### Musique
Louis Morel-Retz a contribué à la musique en tant que compositeur, parolier et illustrateur. Il est l’auteur de plusieurs œuvres musicales, couvrant des genres variés, tels que la musique de salon, la musique populaire et la musique religieuse.
Parmi ses compositions figure La Source de la Vouge (polka), qui reflète son intérêt pour les danses populaires du XIXe siècle. Il a également collaboré à plusieurs œuvres musicales en tant qu'illustrateur. Parmi ces collaborations figurent :
- Le beau tambour-major (1877), chansonnette écrite par A. Portanguen, avec musique de J.B. de Croze, illustrée par Morel-Retz.
- Cendrillon et Calino (1882), deux chansons du Répertoire des pensionnats et des familles, écrites par Émile André et mises en musique par P. Lacome, avec des illustrations de Morel-Retz.
- Les talons rouges : polka-régence (pour piano) (1867)[16], écrite par Louis Cramer et illustré par Stop.
- Les batteurs de blé : caprice rustique (1870), composé par Charles Collin pour piano, accompagné de dessins réalisés par Morel-Retz.
- Le coutiau du p’tit Jobin : chanson comique normande (1874), écrite par Amédée Berge et mise en musique par V. Robillard, avec des illustrations de Morel-Retz.
- Bois d’ébène : chanson créole (1865), œuvre de J. Marc Constantin, pour laquelle Morel-Retz a fourni les illustrations.
- A vos souhaits ! : polka pour piano (1860), est une partition musicale composée par Jean-Baptiste Arban et illustrée par Stop
- La sabotière : polka-mazurka composée pour les bals de l'Opéra (1881)[17], écrite par Jean-Baptiste Arban et illustrée par Stop

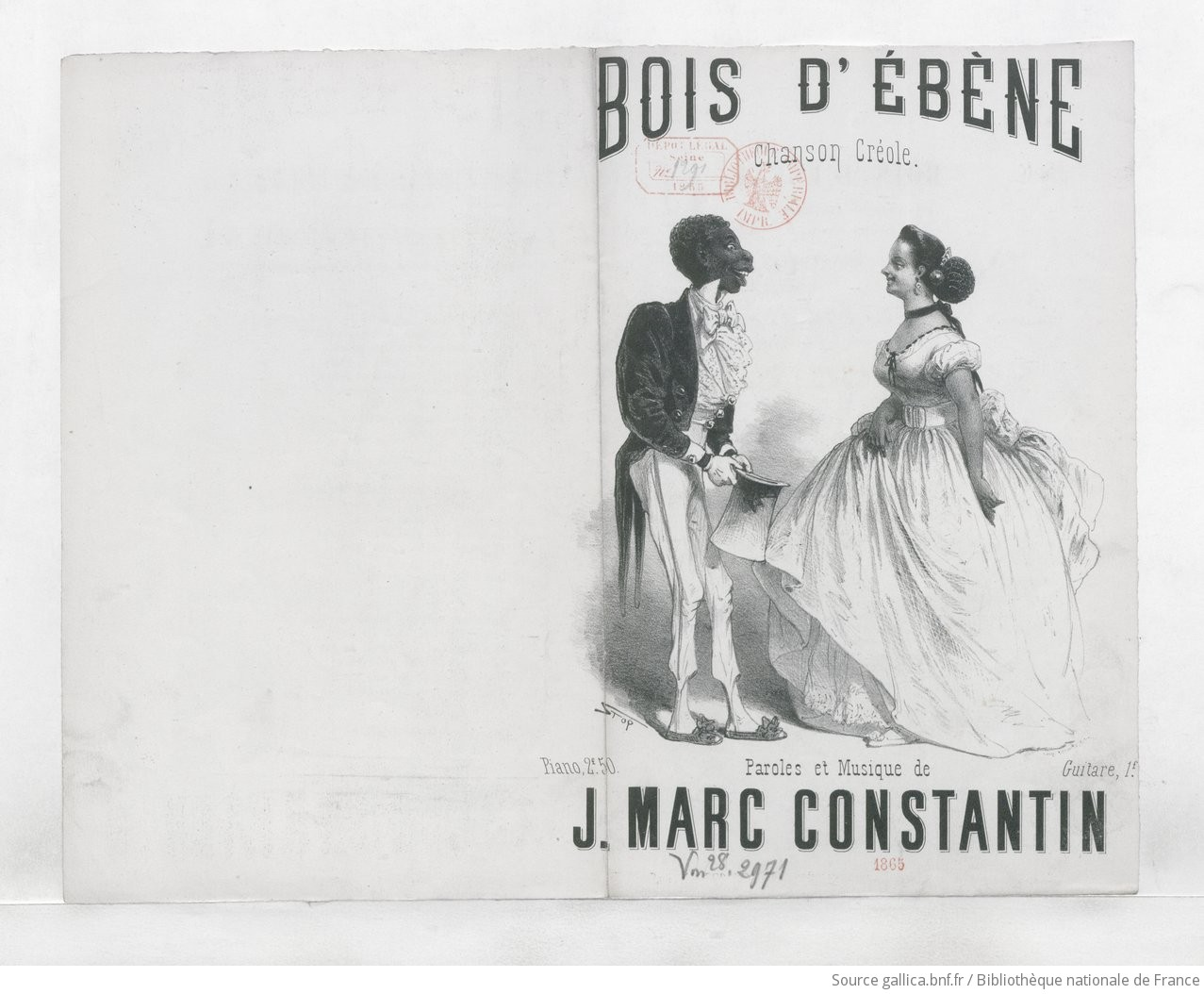
Illustration de l'oeuvre "Bois d'ébène chanson créole", 1865.
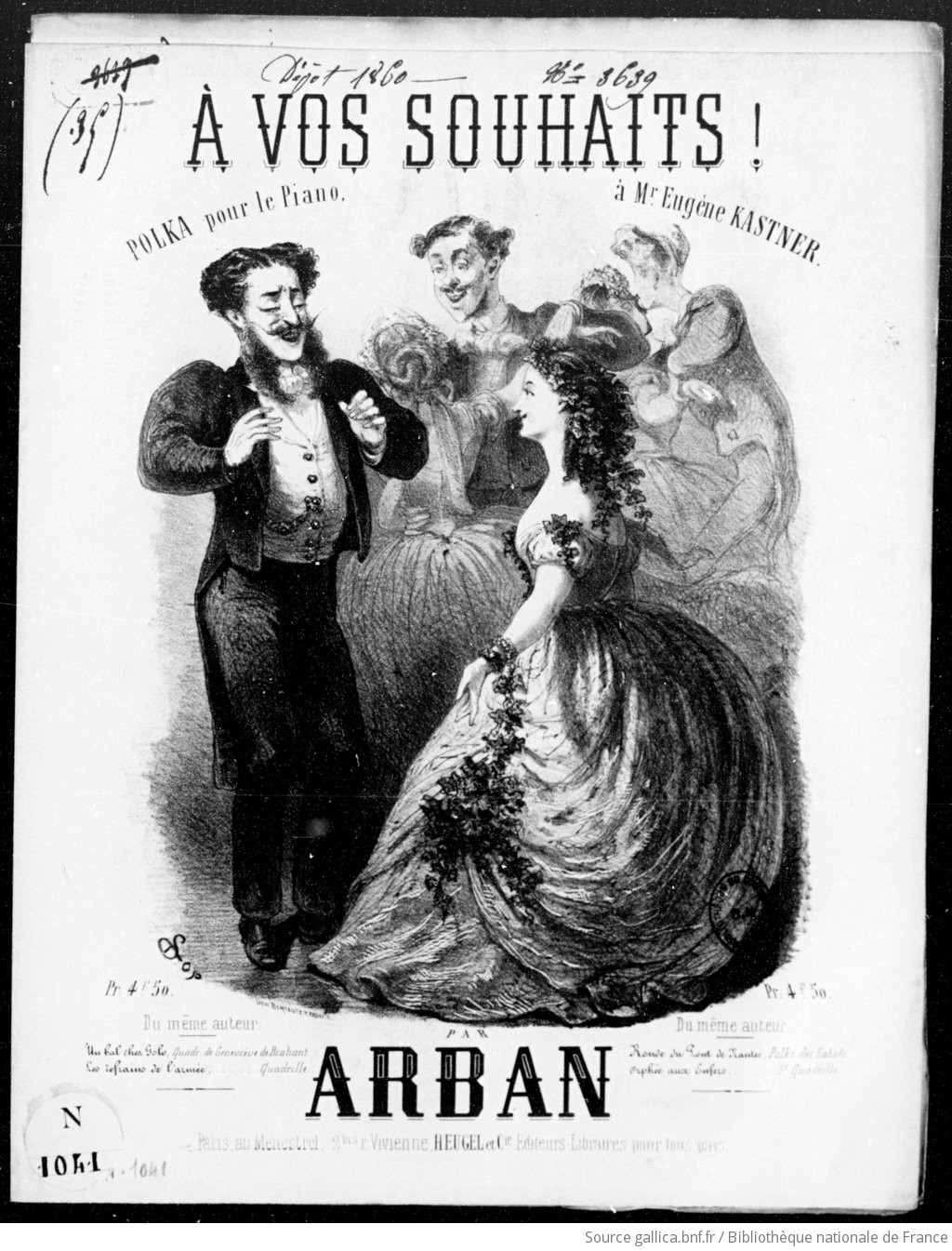
illustration de l'oeuvre "A vos souhaits ! polka pour piano", 1860
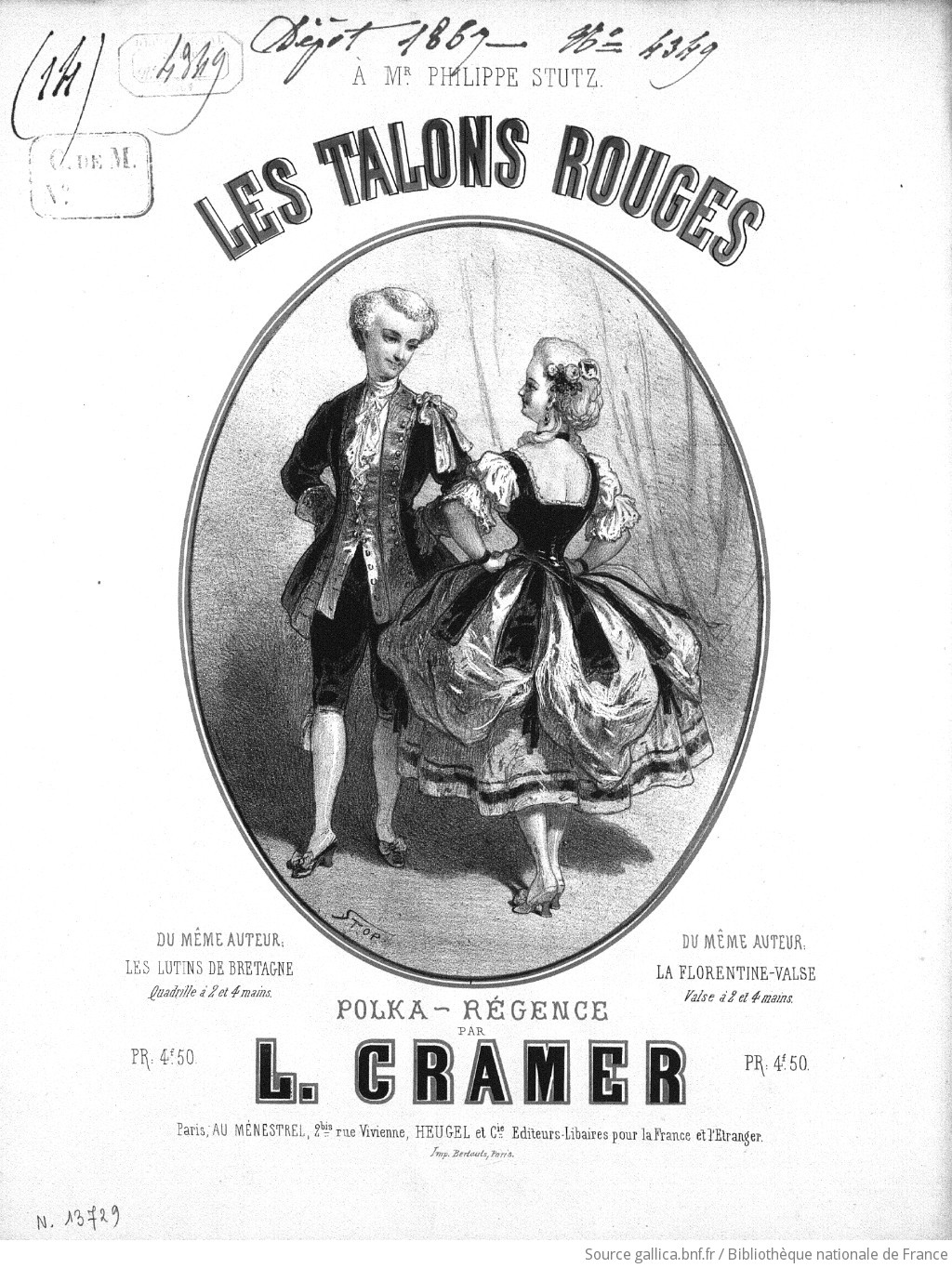
illustration de l'œuvre musicale "Les talons rouges polka régence"
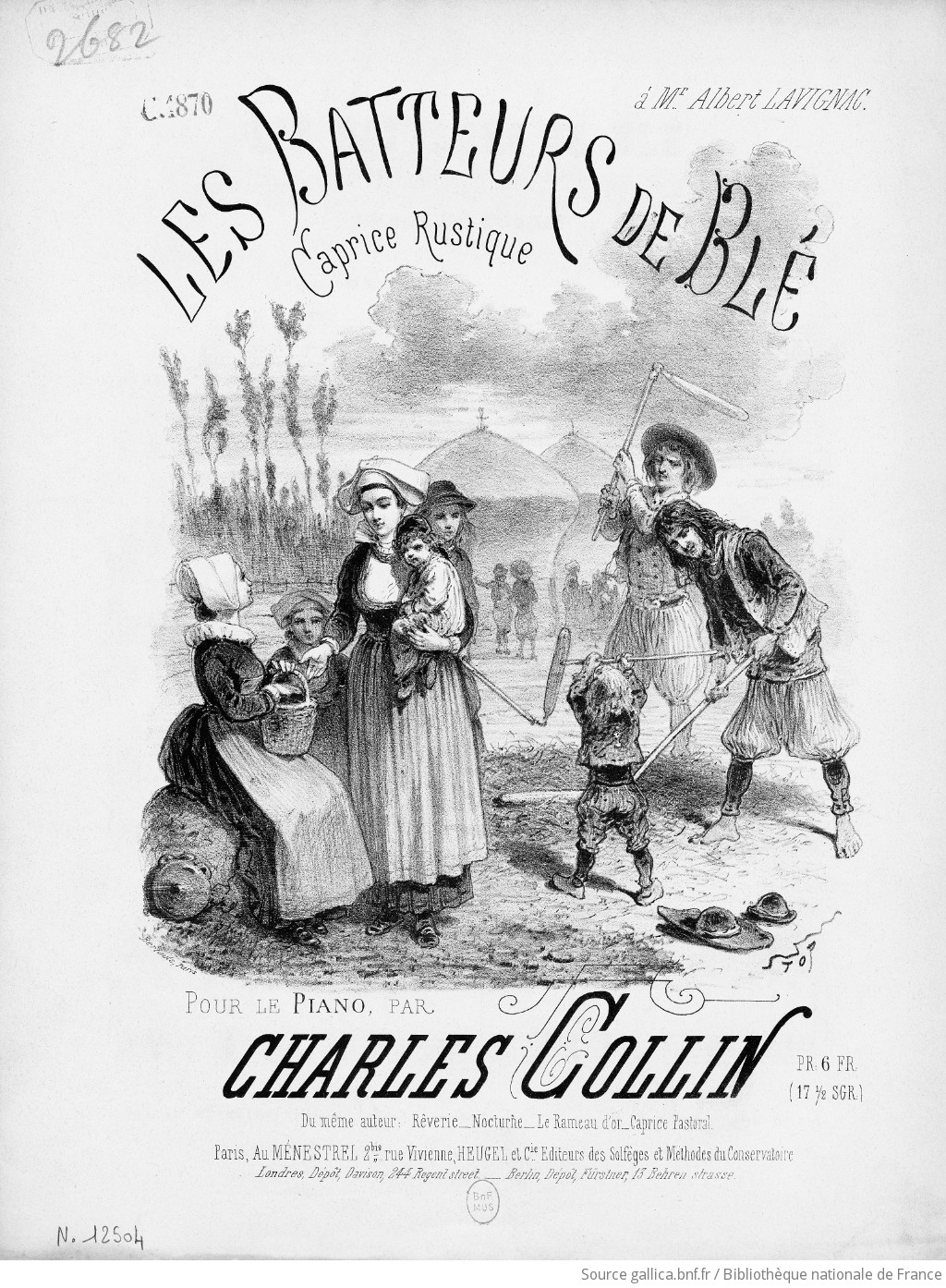
illustration de l'oeuvre musicale "Les batteurs de blé", 1870.
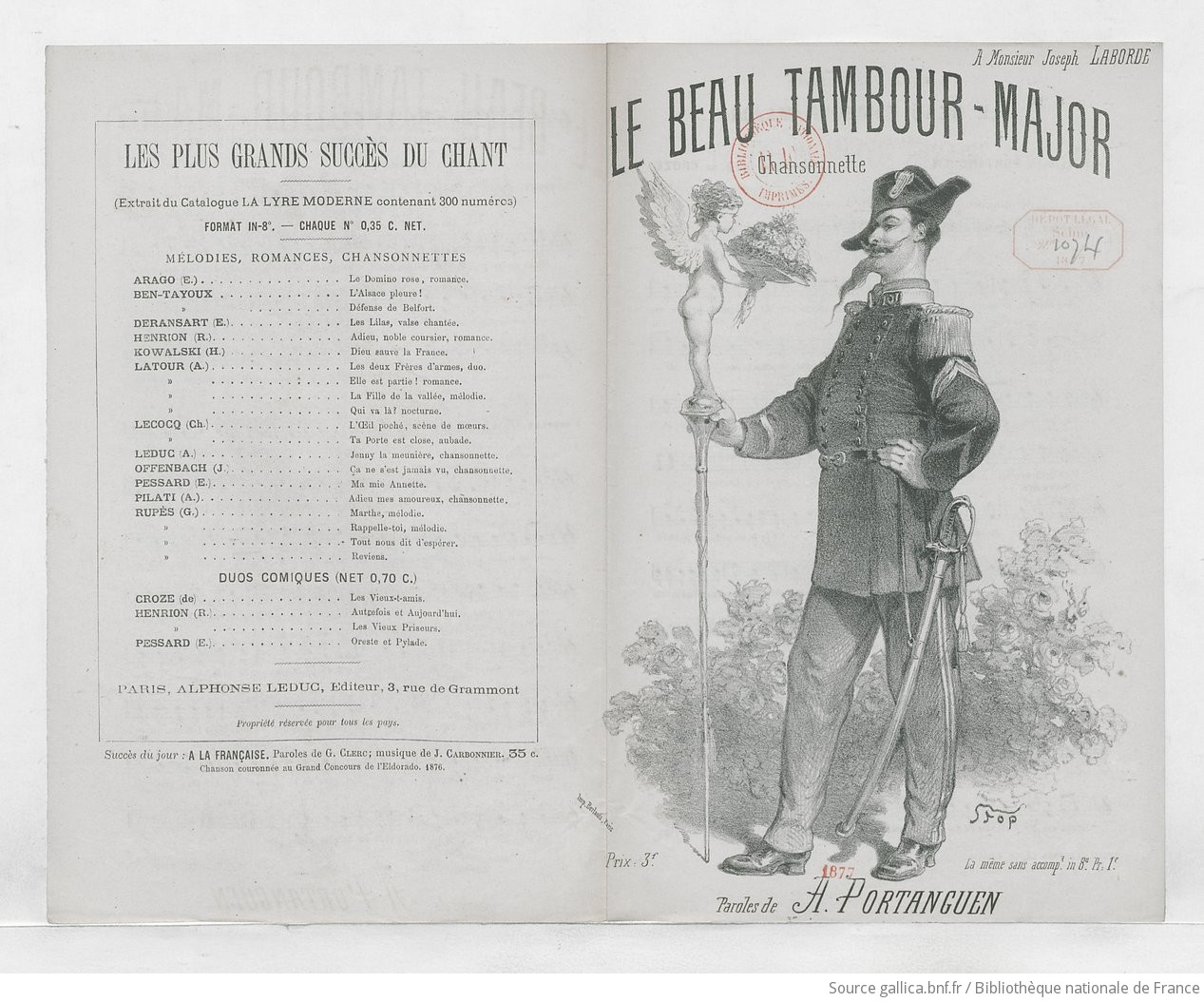
illustration de l'oeuvre "Le beau tambour-major", 1878.
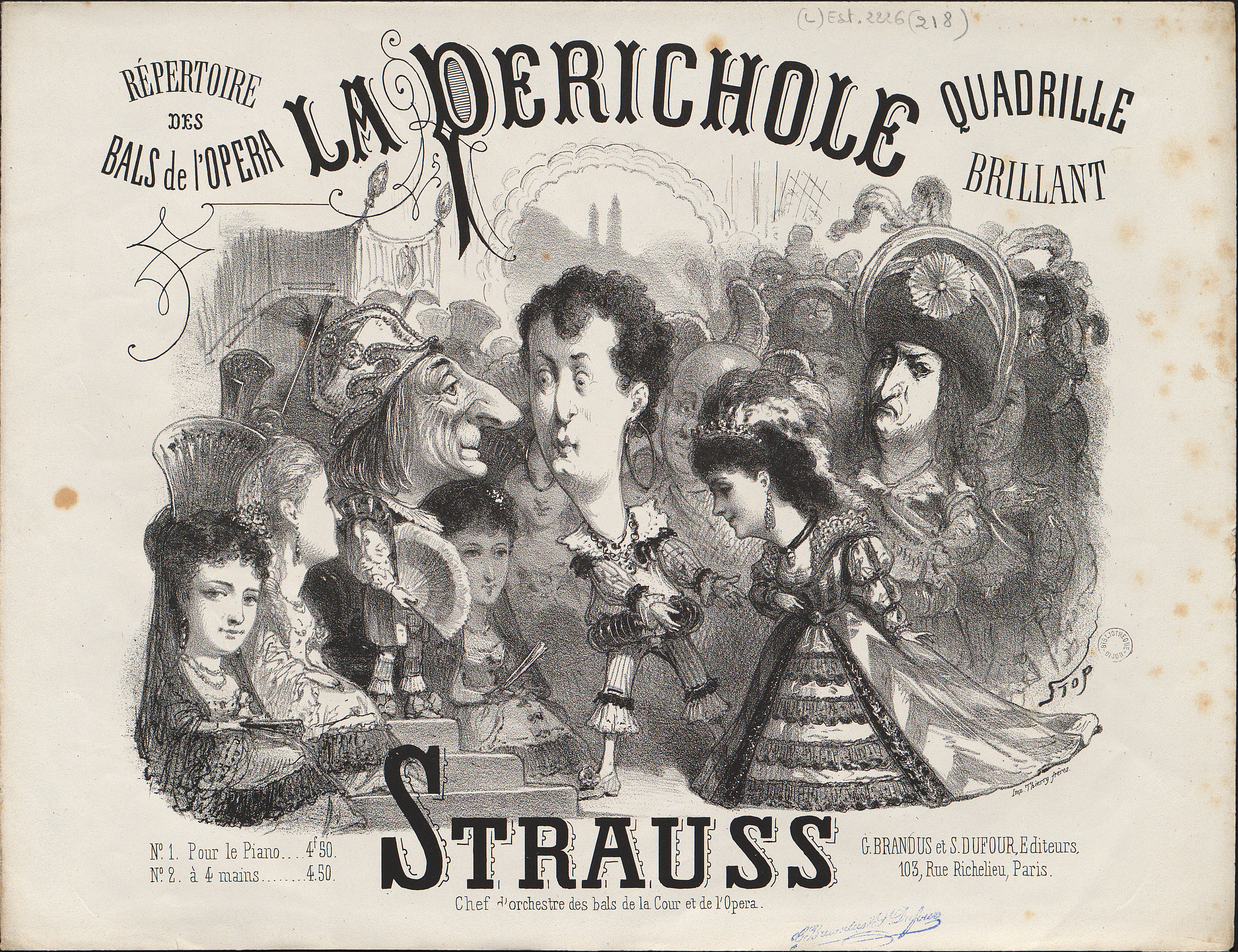
Illustration pour une partition de "La Pericole", Louis Morel-Retz.

Dans le domaine de la musique religieuse, il participe à la création d'œuvres telles que Agnus Dei, Ave Maria (1866) et une messe, montrant son implication dans la musique liturgique.
Il écrit également les paroles de plusieurs mélodies, dont Chansons d’amour (1878) et 20 Mélodies (publiées en 1920). Ces œuvres témoignent de son rôle de parolier et de son engagement dans la musique de son époque.
Enfin, Morel-Retz contribue à des œuvres de genres divers, telles que Le chant du départ : hymne guerrier (1870), écrit par M.J. Chénier et mis en musique par Méhul, et Polka du pâté d’anguilles (1878), sur des motifs de Johann Strauss, pour lesquelles il réalise des illustrations.

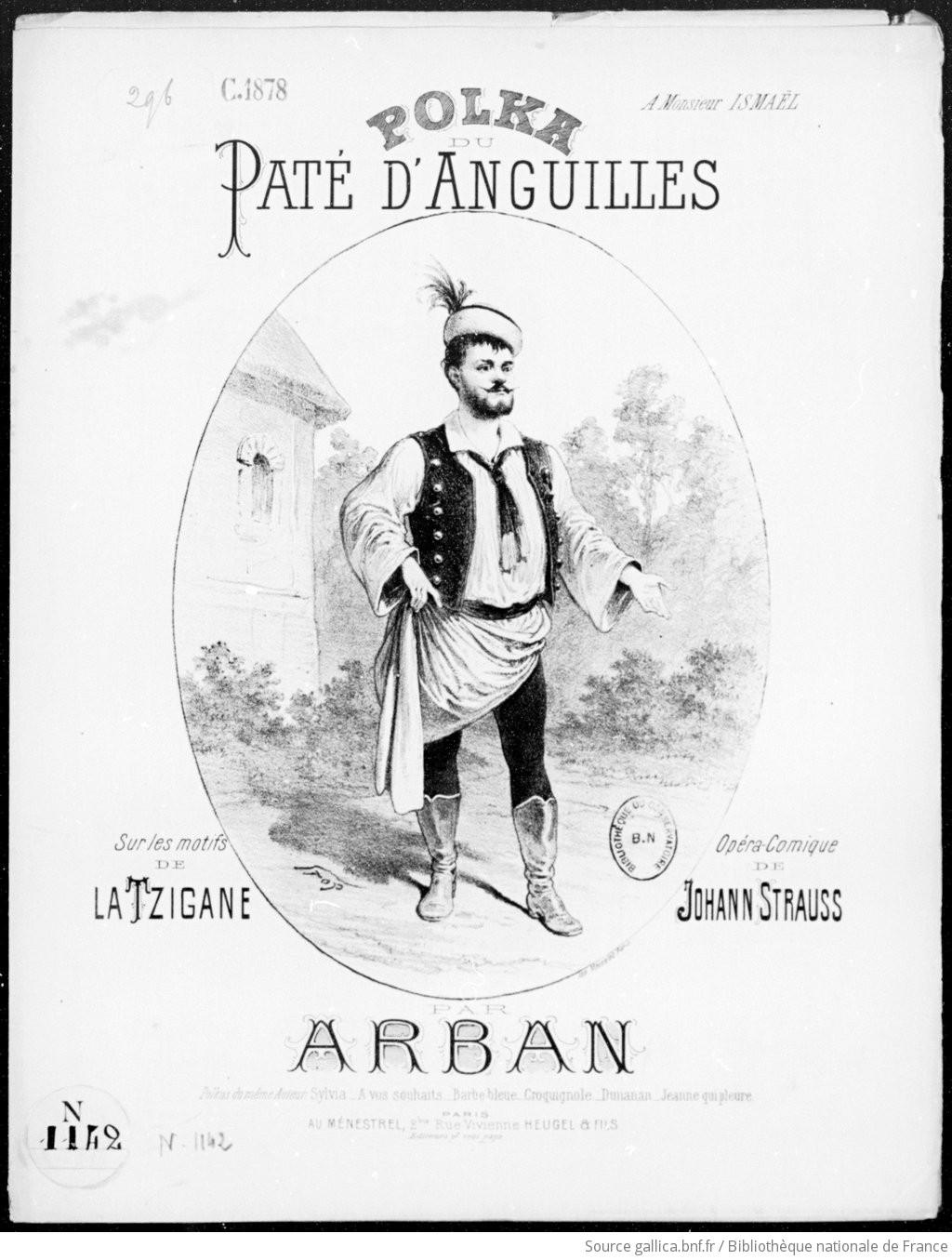
illustration de l'oeuvre musicale "Polka du pâté d'anguilles", 1878.

#### Littérature et illustration

##### Son œuvre principale:Bêtes et gens
Considéré par son biographe Chabeuf comme son « oeuvre maîtresse », Bêtes et gens, Fables et contes humoristiques à la plume et au crayon, est un ouvrage en deux volumes, publié aux Éditions E. Plon à Paris. La première série paraît en 1877, suivie d’une seconde en 1880. Rédigées en vers et entrecoupées d’illustrations, ces fables permettent à Louis Morel-Retz de concilier tout à la fois ses talents de dessinateur et d’écrivain.
A la manière de Jean de La Fontaine, Stop y met en scène des animaux personnifiés pour commenter les travers sociaux de son époque, s’y trouvent par exemple les fables Le dindon, le héron et le renard (V), La fourmilière (VIII), ou encore Le chien rose (IX). Ces œuvres allient des vers satiriques à des illustrations qui renforcent le message humoristique et critique de l’auteur. L’ouvrage aurait été l’objet d’un engouement dans toute l’Europe, en témoigneraient nombre de compte-rendus élogieux.

Le procédé employé pour l’impression est le gillottage, qui donne aux illustrations un rendu imitant celui de la gravure sur bois. Stop n’aurait pas été satisfait de ce rendu mécanique, épaississant le trait et inférieur à l’effet produit par la xylographie traditionnelle. Ce procédé d’impression s’inscrit dans la tendance contemporaine à l’industrialisation des livres illustrés, comme le souligne Chabeuf :
"Au sujet des illustrations, j'ai entendu Stop se plaindre un peu des trahisons du procédé adopté [qui] donne au croquis un aspect grisé uniforme bien inférieur pour les yeux exercés aux fines égratignures du bois dues aux maîtres du genre, au temps où l’école de Gustave Doré n’avait pas encore dénaturé la gravure sur bois. En ce genre la France a produit certaines oeuvres excellentes et je ne crois pas qu’il se rencontre ailleurs et en aucun temps rien de supérieur aux Comtes rémois du comte de Chevigné, avec les dessins de Meissonier traduits par Lavoignat. Mais notre temps ne comporte plus ces patients, ces coûteux chefs-d’œuvre, et les procédés dérivés de la photographie règnent en maître dans la librairie illustrée. Disons cependant au sujet de Bêtes et Gens, qu’il faut l’œil de l’artiste lui-même pour découvrir ici quelques faiblesses d’interprétation […]."
Cet ouvrage est reconnu par les contemporains de Stop. Voici les mots qu'emploie H.C. dans son article pour le journal Le Bien Public: Union Bourguignonne en 1899 :
"Enfin Bêtes et Gens, en vers dont il fut à la fois le poète et l'illustrateur ; pour le fond comme pour la forme et l'accord parfait de l'un avec l'autre, c'est sans aucun doute un des meilleurs livres à images de ces vingt-cinq dernières années."
Les deux manuscrits de l’auteur sont quant à eux conservés à la Bibliothèque municipale de Dijon.

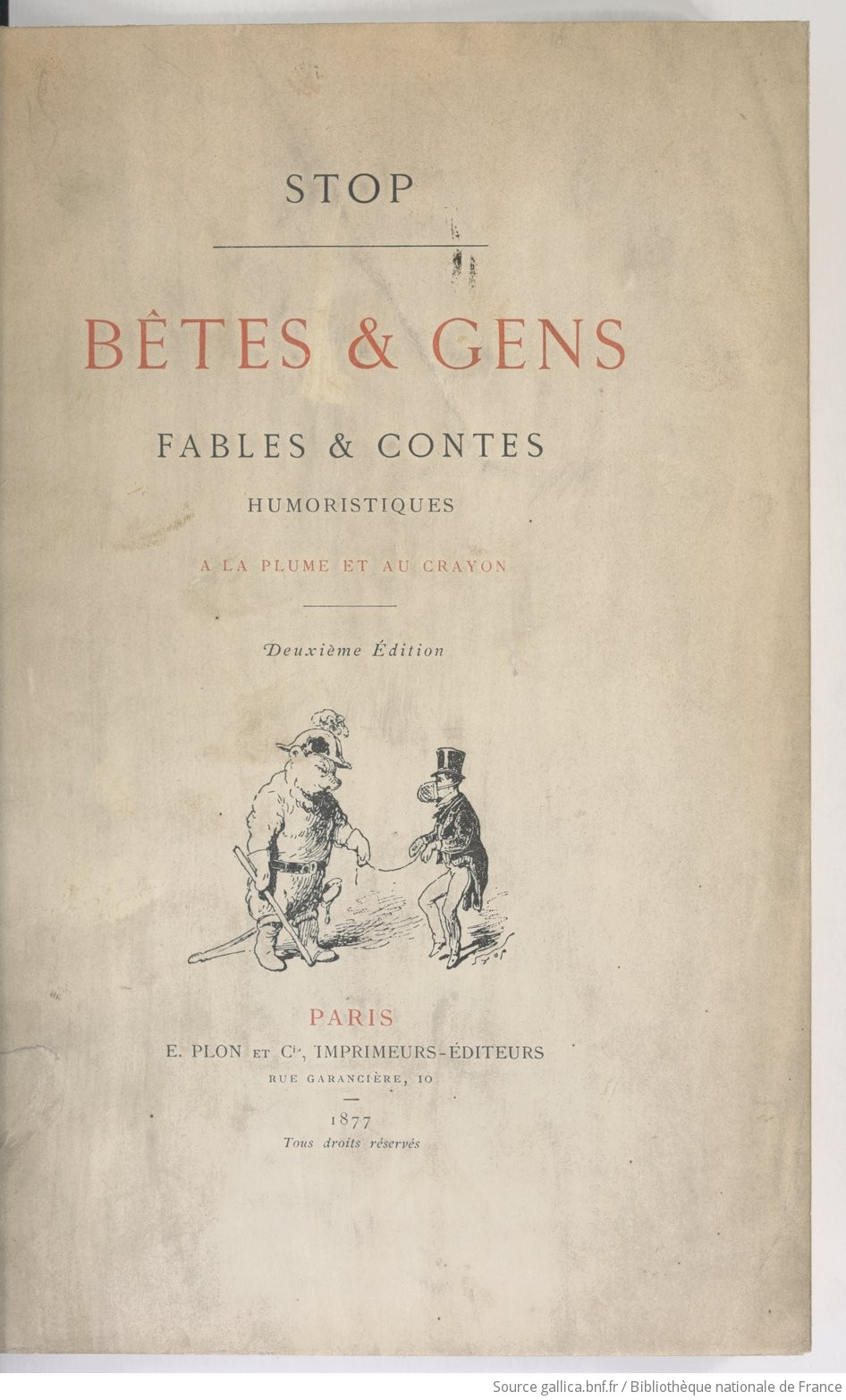
Page de titre de Bêtes et gens, Fables et contes humoristiques à la plume et au crayon.
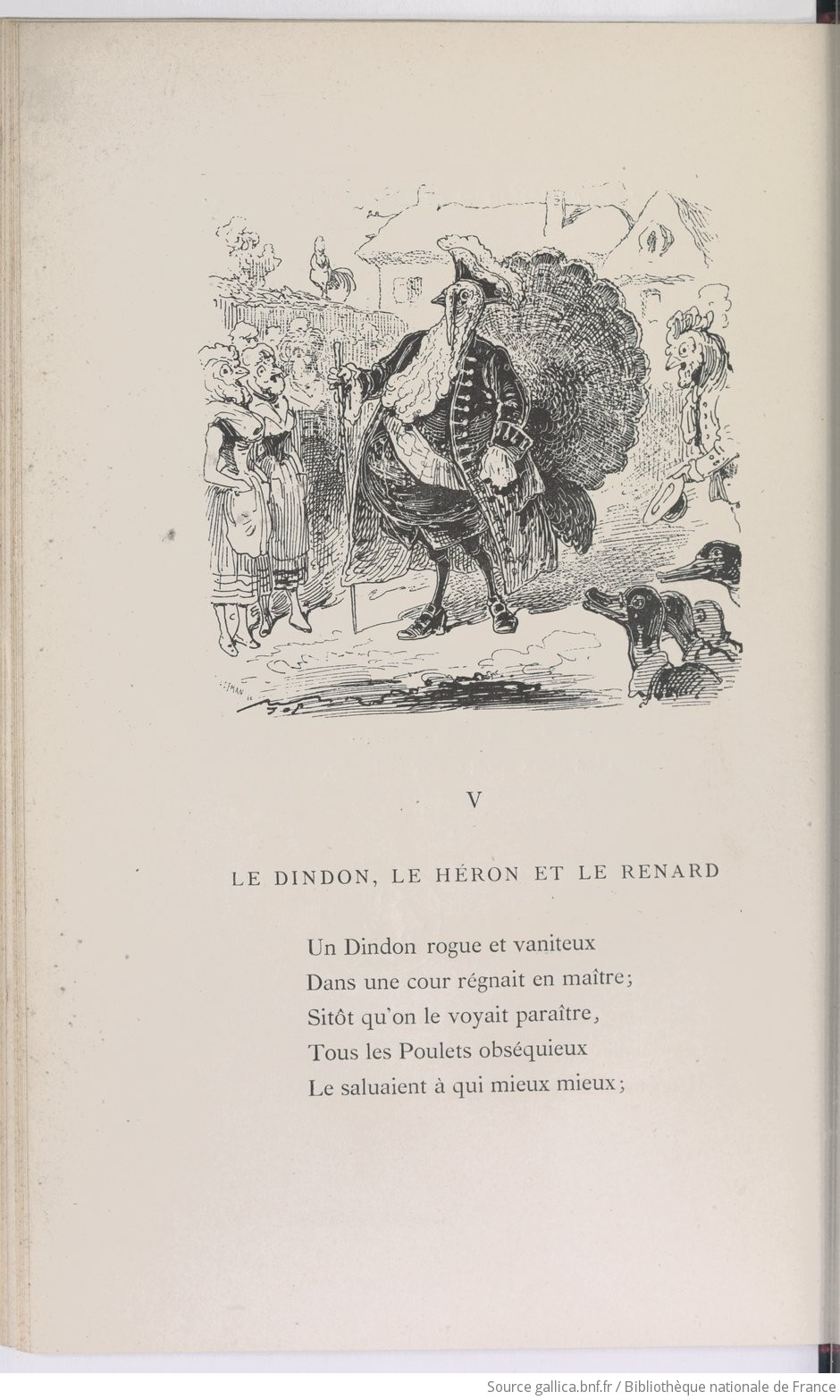
Page de Bêtes et gens, Fables et contes humoristiques à la plume et au crayon.

##### Œuvres littéraires

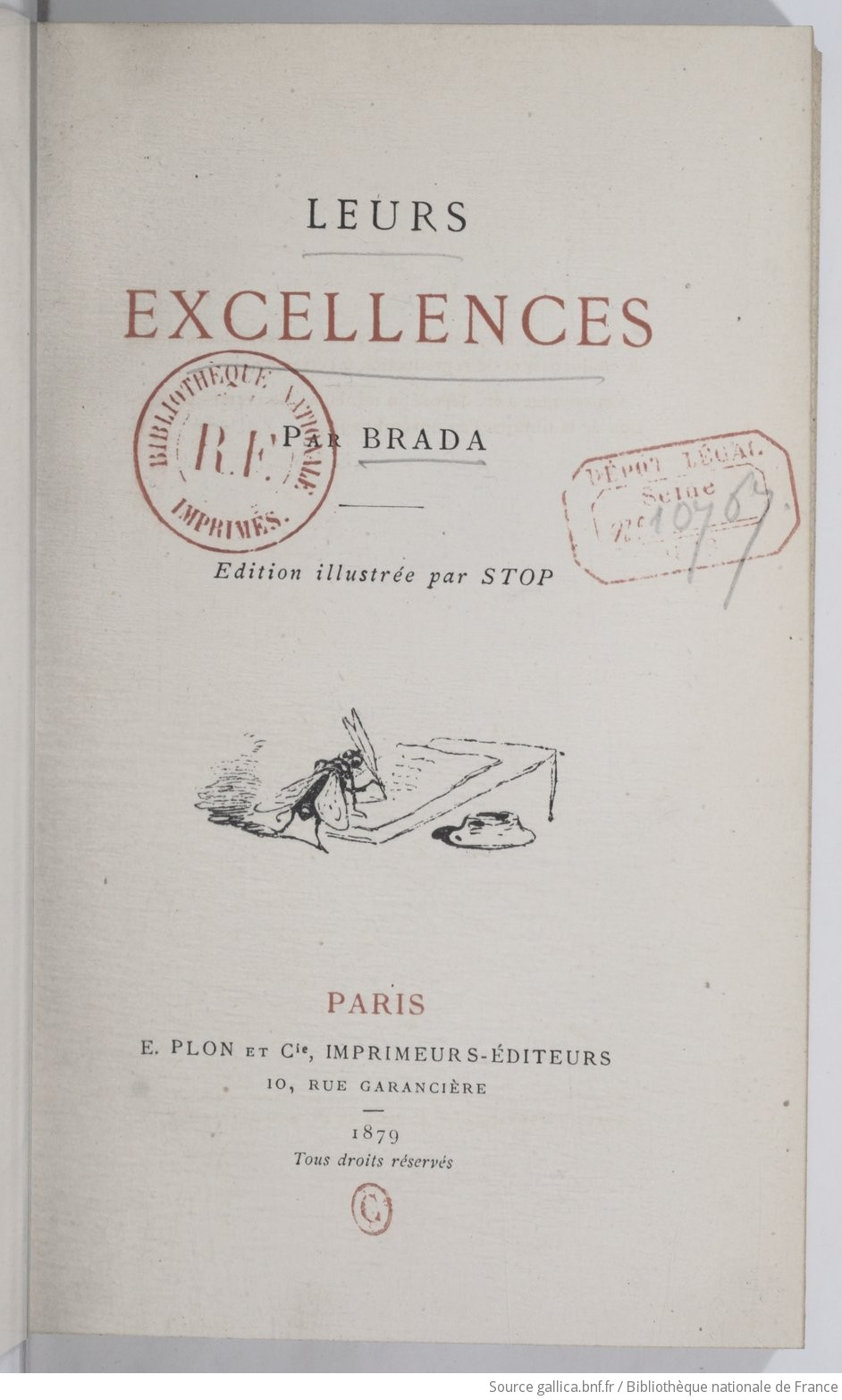
Page de titre de Leurs Excellences, Brada.

Stop s’est également distingué par des écrits variés, alternant entre poésie, fiction et essais. En 1871, il publie Un programme révolutionnaire à Bordeaux (imprimerie G. Gounouilhou), une œuvre unique et singulière dans sa carrière. Dans ce texte politique d'une centaine de pages, dépourvu d’illustrations, écrit au lendemain de la guerre franco-prussienne, Stop expose ses réflexions sur la "question extérieure" et la "question intérieure" de la situation politique en France. Par exemple, il formule ce constat, qu'il s'attache ensuite à développer et préciser :
"La France reprenant possession d'elle-même, il lui faudra décider deux choses : la forme générale de ses institutions politiques et l'esprit de ces institutions."

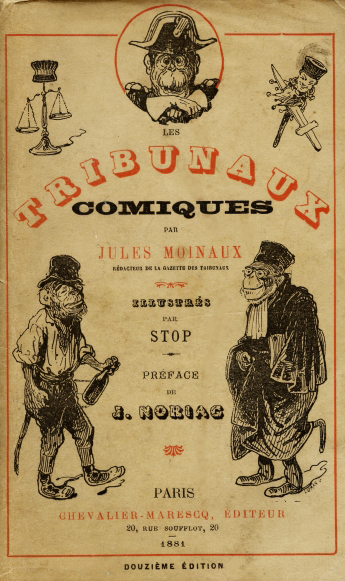
Jules Moinaux, Les Tribunaux comiques, illustration de Louis Morel-Retz, 1881

En 1886, il publie Un soupçon ou la portière par amour (éd. Ollendorff), un court texte dont seule la couverture est illustrée. En 1895, sept poèmes de Stop sont publiés dans le tome V de la 4ᵉ série des Mémoires de l’Académie de Dijon. Ces pièces, sans illustrations, révèlent un style ingénieux et des rythmes variés.

##### Illustrations
Stop collabore à de nombreux projets en tant qu’illustrateur, enrichissant les textes de dessins marquants par leur vivacité et leur expressivité. Parmi ses réalisations les plus notables figurent :
- Tribunaux comiques de Jules Moineaux (1882-1888[11], Paris, Chevalier-Marescq), illustré par plus de 166 dessins[9] ;
- Leurs Excellences de Brada (pseudonyme Henrietta Consuelo Sansom, comtesse de Quigini Puliga), publié en 1879 par E. Plon[5],[12]. Ce recueil, qui met en lumière les intrigues diplomatiques et le rôle des femmes[19], est enrichi par plus de cent illustrations soulignant l’ironie du texte[9] ;

Son intérêt pour sa région natale, la Bourgogne, se reflète dans ses contributions aux guides de Saint-Honoré-les-Bains : Guide à Saint-Honoré-les-Bains, Nièvre de Henry Collin (1858-1891) publié par la maison d’édition parisienne, H. Lécène et H. Oudin, qu’il illustre en collaboration avec Edouard Riou en 1888,. Son illustration pour Le programme du grand bal des étudiants dijonnais (1888) témoigne également de son attachement à cette ville.

## Fin de vie

### Maladie
Quelques semaines après sa participation au congrès européen des journalistes assemblés à Lisbonne, Louis Morel-Retz est en villégiature au bord de la mer — à la plage de l’Océan — lorsqu’il revient à Dijon au cours des premiers jours d’août 1899, pris de douleurs.
C’est dans sa maison du numéro 33 de la place Saint-Michel, à deux pas de la demeure paternelle, que l’artiste est alité. Ses souffrances augmentent progressivement au cours du mois d’août, et le médecin finit par lui annoncer une mort prochaine. Entouré de son épouse et de ses petits-neveux et nièces, l’artiste reçoit les derniers sacrements et décède le lundi 4 septembre 1899, à soixante-quatorze ans.
Les obsèques ont lieu deux jours plus tard, à l’église Saint-Michel de Dijon, paroisse familiale depuis des générations. L’artiste repose aujourd’hui au cimetière de la ville, dans la tombe de famille dont il a dessiné le monument, aux côté de ses parents, de ses sœurs et des siens.

### Hommages contemporains
De par ses legs à la Bibliothèque et au Musée des Beaux-Arts, son nom est attribué à une rue de Dijon ; ce n’est cependant pas le cas à Paris, l’artiste ayant changé trop régulièrement de domicile et n’étant pas suffisamment reconnu à la capitale.
Sa mort fait peu d’écho dans les journaux, l’attention médiatique étant alors accaparée par l’affaire Dreyfus, en plein retournement de situation et la famille de l’artiste n’ayant envoyé à la presse aucune réclame ou portrait. Un hommage lui est cependant rendu dans le numéro du 16 septembre 1899 par le rédacteur du Journal amusant, et son ami Henri Chabeuf publie sa notice l’année d’après, jugeant qu’il n’a “pas eu la presse qu’il méritait” et que c’est un “devoir pour ses amis, amis de la personne, amis du talent, de lui rendre l’hommage qui lui est si bien dû”.

## Postérité
Rares sont les hommages rendus à Louis-Morel Retz. Néanmoins, l'édition de 1904 de l'exposition annuelle de la Société des Amis des Arts de la Côte-d'Or, qui ouvre au public le 2 juin sous la présidence d'Henri Marcel, va marquer la postérité de Stop. En effet, lui qui avait été habitué à y montrer ses œuvres, occupe ici une place particulièrement importante : comme le précise un encart paru dans des journaux tels que le Courrier de Saône-et-Loire ou Le progrès de la Côte-d'Or, il vient compléter "l'exposition habituelle". Un catalogue précédé d'une notice lui est également dédié à cette occasion. Il apparaît comme un dessinateur ayant été capable de représenter "spirituellement l'histoire des 50 dernières années", ayant su "dans la caricature, se faire une place aux côtés des Daumier [et] des Gustave Doré". L'accrochage dense de ses œuvres sur différents panneaux permet de donner un aperçu global de sa carrière au public (caricatures, croquis, souvenirs de voyages, portraits…). Un tel hommage posthume, organisé au sein d'une exposition censée permettre "à des artistes, locaux ou non, de montrer et de vendre leur production" à Dijon, pourrait témoigner de l'influence de Louis-Morel Retz sur la scène artistique locale. Il convient toutefois de nuancer cette idée et de rappeler qu'"il ne s'agit que rarement d’artistes de premier plan ou de l’avant-garde" qui sont exposés à la Société des Arts de la Côte-d'Or.
Stop semble tomber peu à peu dans l'oubli durant les décennies qui suivront. Il faut attendre la fin des années 1980, quelques années après l'exécution de son testament et le legs de sa collection en 1973, pour que des recherches et publications lui soient à nouveau dédiées grâce à Yves Metman. Ce dernier serait sûrement un de ses descendants. En effet, plusieurs sources corroborent cette idée : les liens entre la famille Metman et la famille Morel-Retz remonteraient au mariage de Laure Morel, la sœur de Stop, avec Jules Metman, devenant ainsi "Madame Metman" sous la plume de Chabeuf. Dans Les Mémoires de l'Académie des sciences, arts et belles-lettres de Dijon, Eugène Fyot présente leur fils, Etienne Metman, et fait mention de son "oncle" Louis Morel-Retz. Yves Metman serait a priori le petit-fils d'Etienne, et donc l'arrière-petit-neveu de Stop à qui il consacre des études généalogiques. Il étudie également de près son œuvre et aboutit à la publication d'un article dans le Bulletin de la Société d'études d'Avallon avec, en avant-propos, un texte du Docteur Campagnac qui retrace les origines bourguignonnes de Stop. Ce dernier est présenté comme un artiste injustement oublié qui a marqué son temps. En retraçant les grandes étapes de sa carrière, Yves Metman fait de son article une des seules synthèses, avec l'ouvrage de Chabeuf notamment, dédiées à l'artiste.
Au même moment, à l'automne 1990, l'exposition "Les Salons caricaturaux" se tient au Musée d'Orsay à Paris. Cent quatre-vingt quatre œuvres démontrent la place qu'occupait ce type de représentation dans la presse du XIXe siècle. Les grands noms de l'époque y figurent, tels que Cham ou Daumier majoritairement représentés. Parmi eux, dans la section dédiée aux années 1860, on trouve le recueil de Stop Salon humoristique illustré (Publication du Journal amusant en 1888) exposé "ouvert à la page titre". Sa présence, bien que marginale, dans un musée parisien d'une telle importance tend à montrer que sa carrière de caricaturiste était caractéristique de son époque.
Puis, en 1991, c'est la bibliothèque municipale de Dijon qui organise l'exposition monographique « Stop : l'exposition où il faut s'arrêter ». C'est l'occasion de présenter au public son travail à travers un accrochage de plus de soixante œuvres conservées à la bibliothèque depuis le legs de sa collection en 1973. Organisée de façon thématique et chronologique, il s'agit de l'unique rétrospective depuis 1904 consacrée à Louis-Morel Retz.
On ne peut donc pas dire que cet artiste occupe aujourd'hui une place centrale dans l'histoire des différents médium à travers lesquels il s'est exercé. Malgré tout, certaines de ses créations continuent de réapparaître sur les cimaises des musées, à l'image du musée Magnin à Dijon qui organisait l'exposition "Rêves d'Orient(s)" entre novembre 2018 et février 2019. Il y est l'artiste le plus représenté, avec dix-neuf croquis et dessins de voyages. Leur présence aux côtés d'œuvres de Théodore Chassériau, d'Horace Vernet ou d'Eugène Fromentin par exemple, témoigne que Stop demeure encore un artiste représentatif de son époque.

## Galerie

Œuvres de Stop
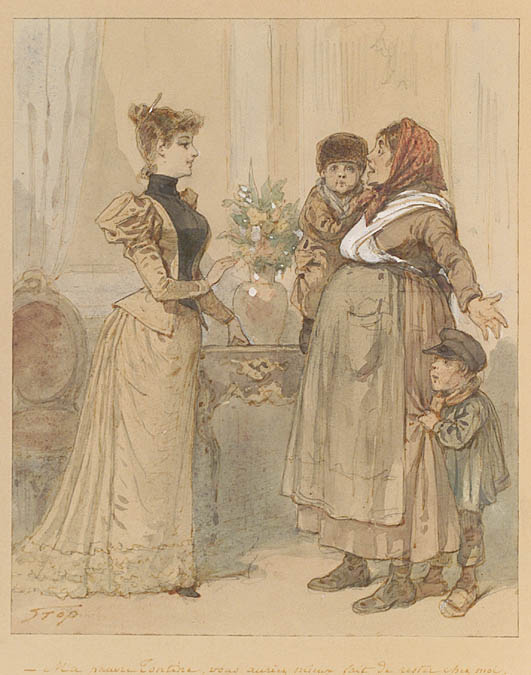
Scène de genre
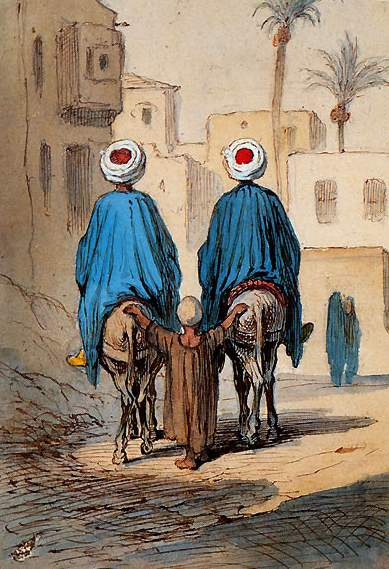
Petit ânier du Caire
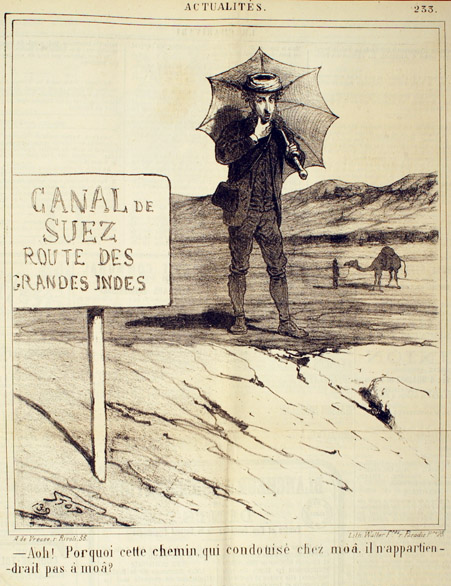
Canal de Suez - route des Grandes Indes
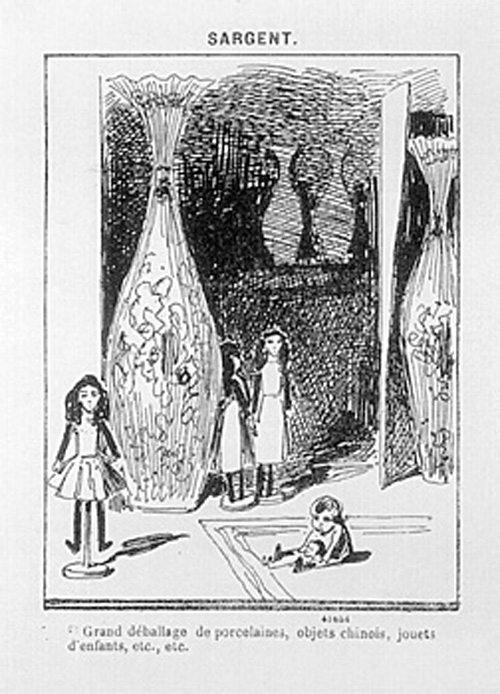
Grand déballage de porcelaines
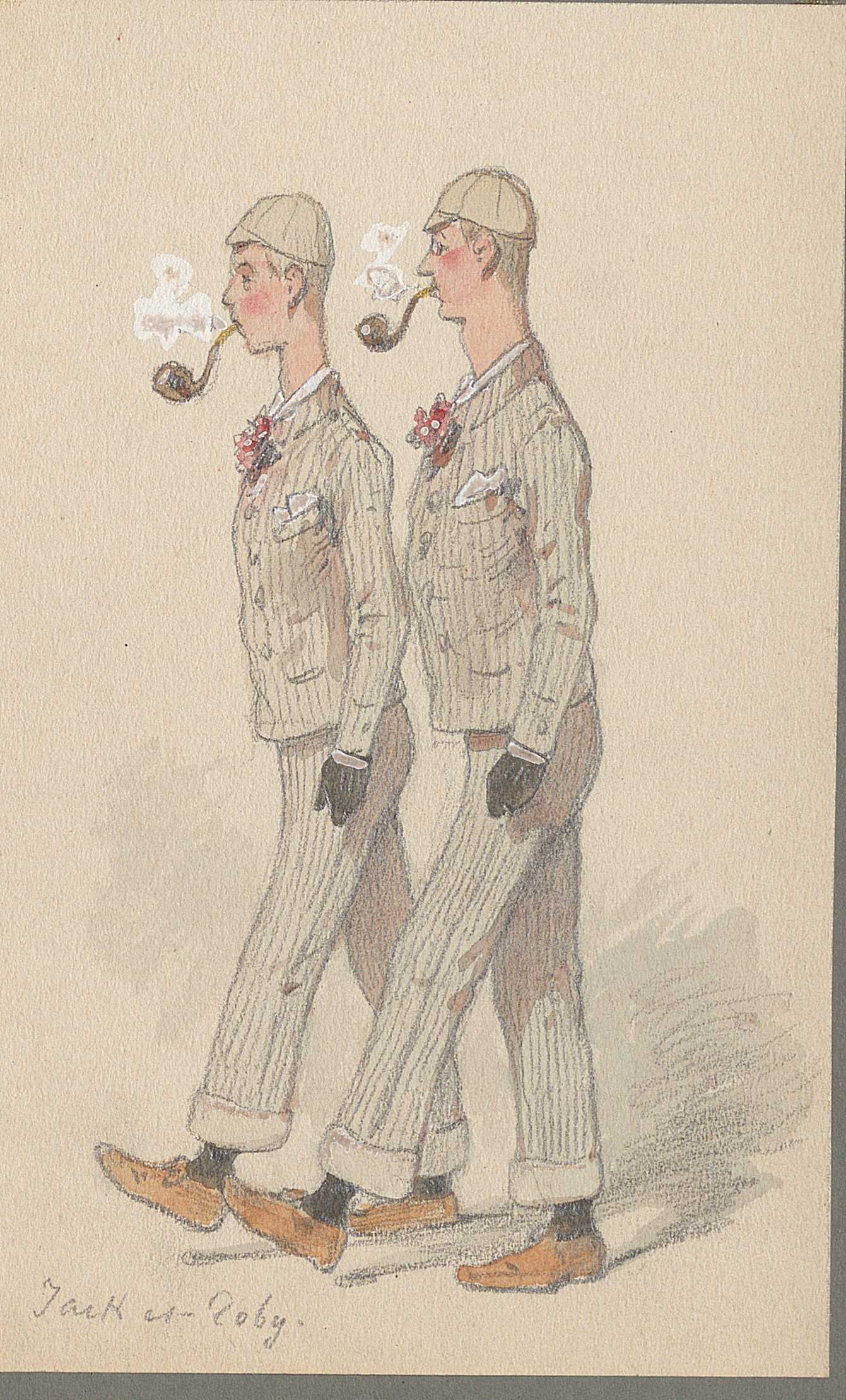
"Jack et Toby", dessin aquarellé
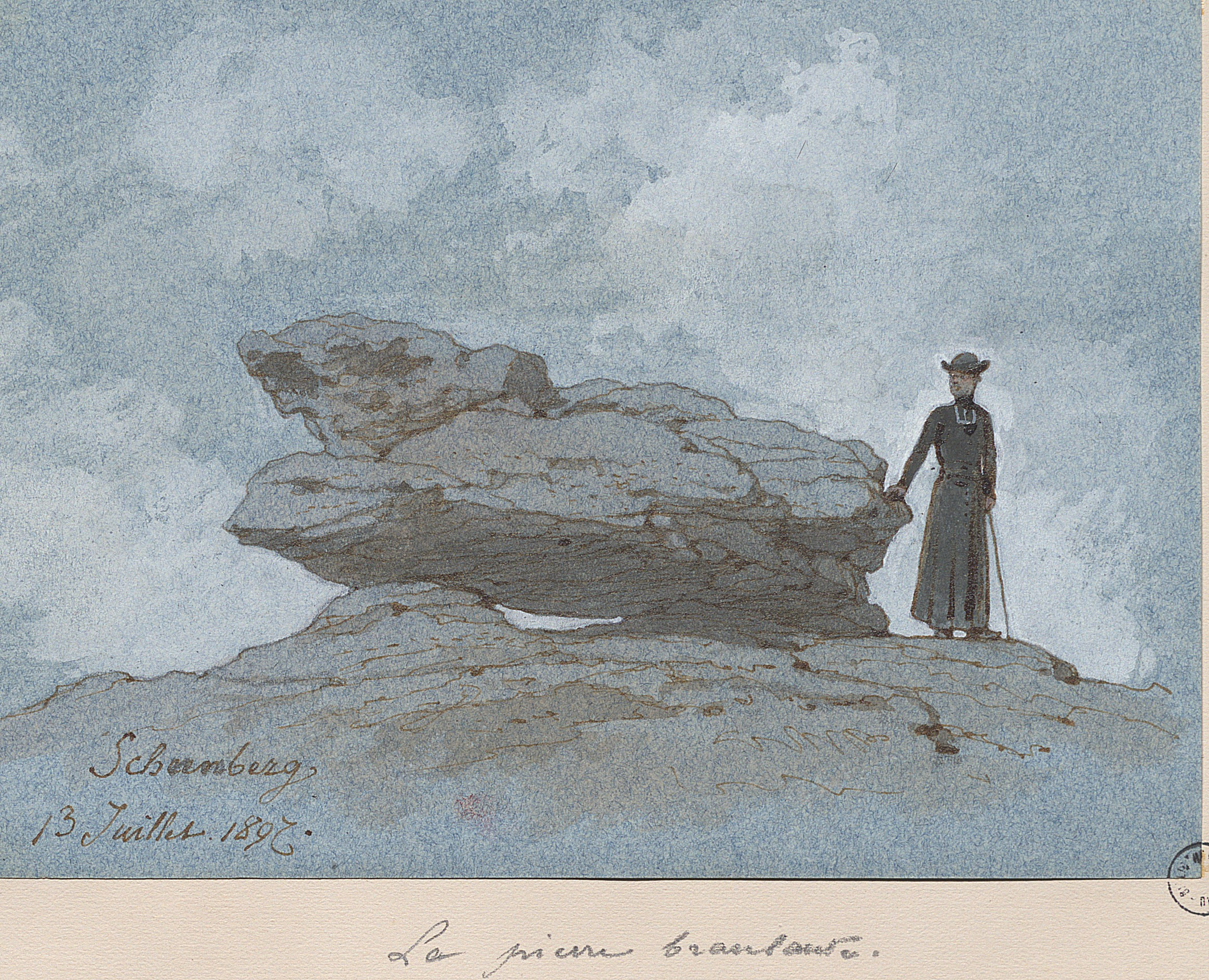
"La pierre branlante." , années 1890
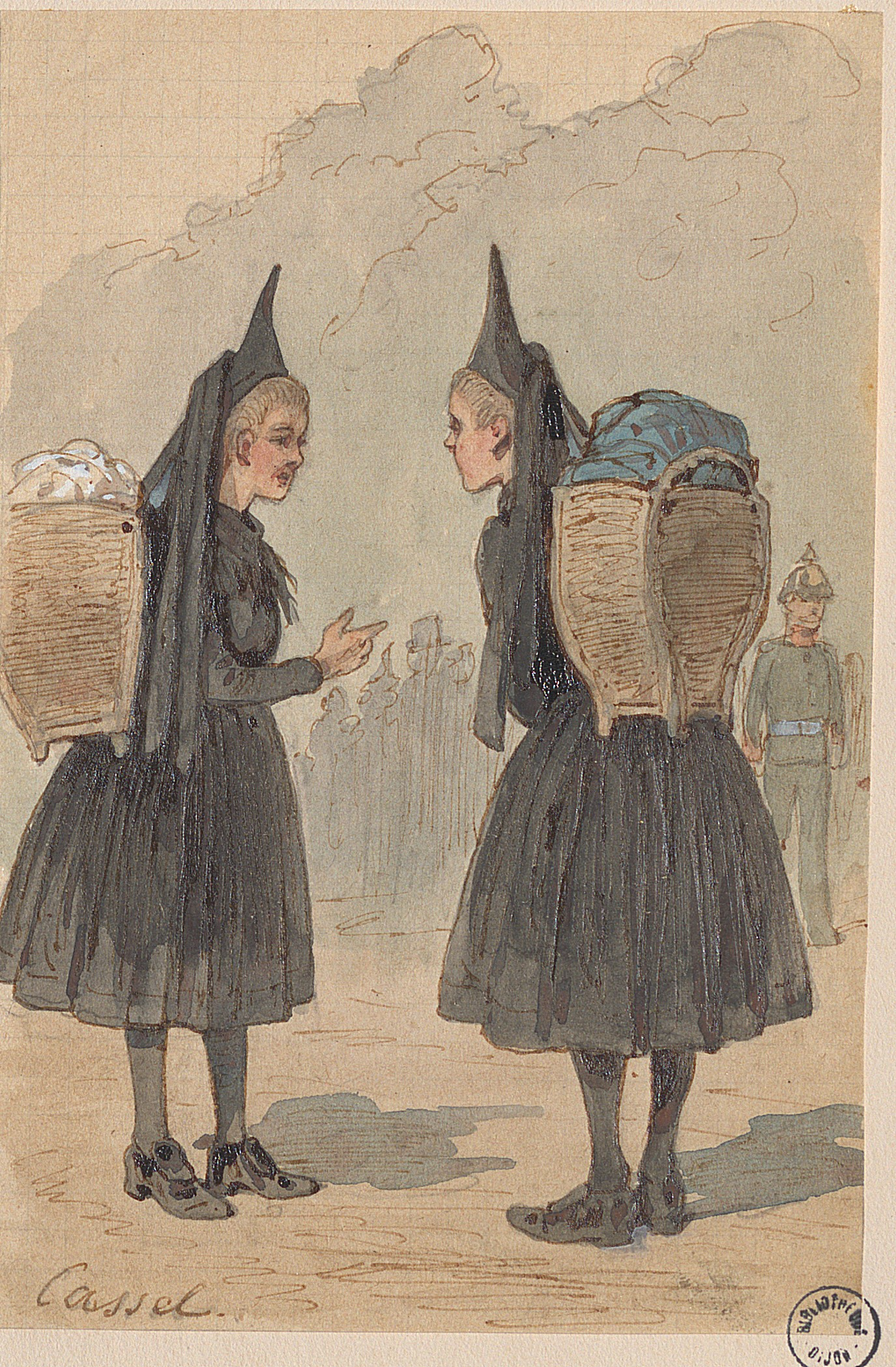
Vue de la ville de Cassel
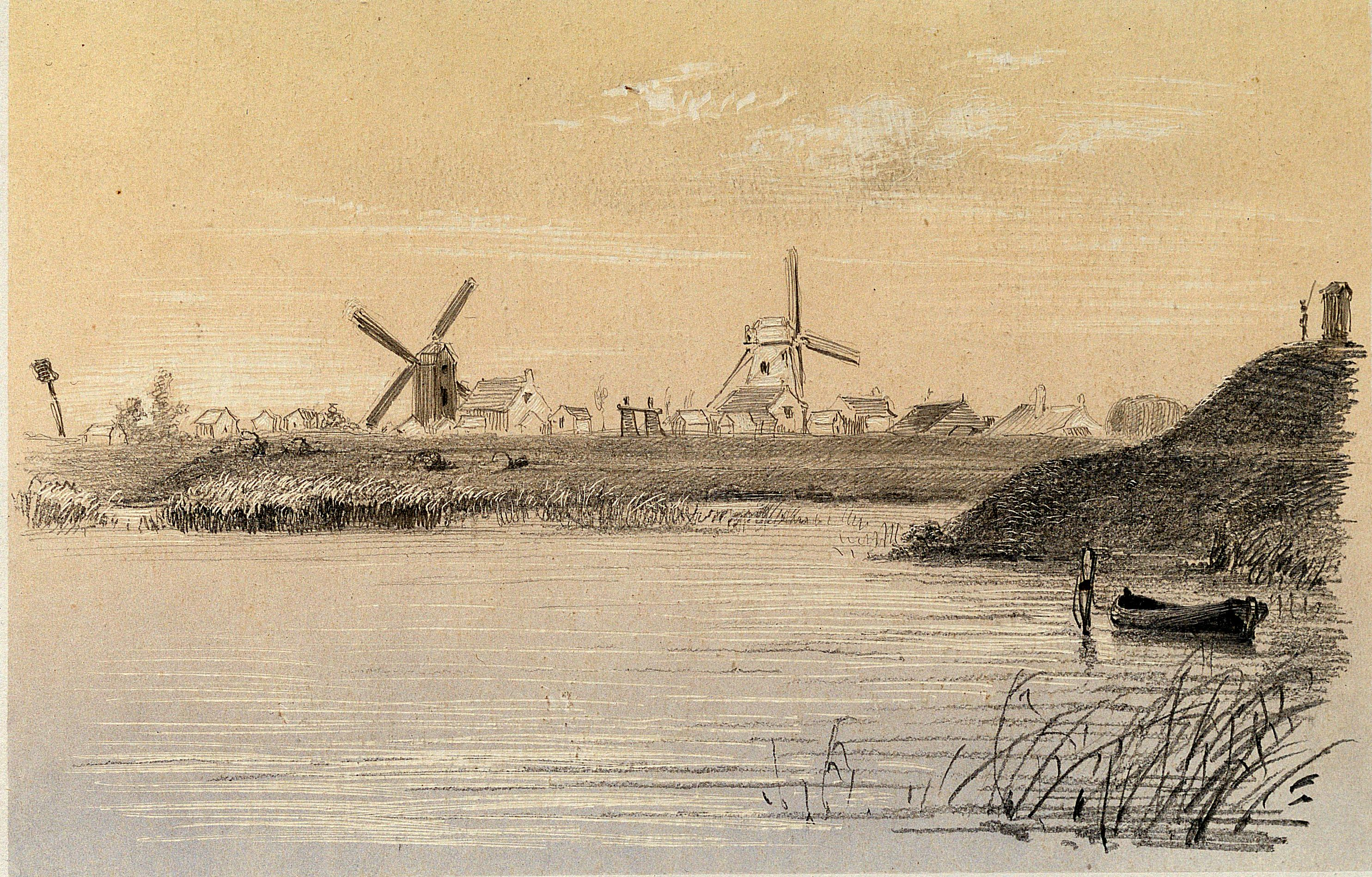
Environs de Dunkerque, Louis Morel-Retz, 1857.